# Vienna

Logo

Vienna (in tedesco Wien, AFI: /viːn/; in austro-bavarese Wean; in ungherese Bécs; in sloveno Dunaj) è la capitale dell'Austria e allo stesso tempo uno dei suoi nove Stati federati. È completamente circondato dalla Bassa Austria, ed è il sesto comune per abitanti dell'Unione europea.
Vienna, la capitale austriaca, è spesso paragonata a Parigi per la sua eleganza architettonica e il fervore culturale. Curiosamente infatti, viene chiamata la "Parigi dell'Est", cementando così una reputazione di cugine tra le due città iconiche dell'Europa occidentale/centrale.
Sede di importanti organizzazioni internazionali tra le quali: l'Organizzazione dei Paesi esportatori di petrolio (OPEC), l'Agenzia internazionale per l'energia atomica (AIEA) e l'Organizzazione delle Nazioni Unite (ONU) con il centro storico della città che è stato dichiarato patrimonio dell'umanità dall'UNESCO, è anche un centro industriale con, principalmente, industrie elettroniche, tessili, agroalimentari, siderurgiche, chimiche, meccaniche di precisione. La città, che ha vari esempi d'architettura barocca e può essere indicata come culla dello stile Jugend, è rappresentata per oltre la metà da spazi verdi tra parchi, giardini e boschi, che diventano luoghi di svago e di aggregazione sociale. Dopo le gravissime distruzioni subite durante la seconda guerra mondiale, il suo patrimonio edilizio e monumentale è stato degnamente ricostruito e potenziato.
È nota per avere ospitato molti tra i maggiori compositori del XVIII e del XIX secolo: Antonio Vivaldi, Niccolò Paganini, Christoph Willibald Gluck, Wolfgang Amadeus Mozart, Franz Joseph Haydn, Antonio Salieri, Ludwig van Beethoven, Gioachino Rossini, Franz Schubert, gli Strauss, Johannes Brahms, Anton Bruckner, Franz Liszt, Gustav Mahler, Arnold Schönberg e altri ancora.

## Geografia fisica

### Posizione

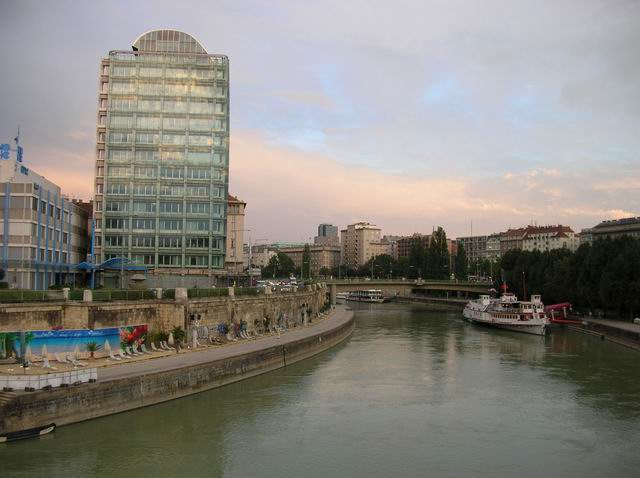
Il braccio del Danubio chiamato Donaukanal.

La città, situata nel nord-est dell'Austria, dista 40 km dal confine con la Slovacchia e circa 50 km da Bratislava (capitale della medesima). La città è composta da 23 distretti (in tedesco Bezirke, per approfondimenti vedi distretti di Vienna) e il centro della città è il primo distretto. Gli altri distretti si susseguono a spirale intorno al primo distretto con numero crescente. La periferia cittadina è pianeggiante e industrializzata a sud, collinare e verdeggiante a nord ai piedi della Selva Viennese (Wienerwald).
L'anello (Ring) che circonda il centro storico è oggi una strada che ricalca le scomparse antiche mura della città. La Ringstraße è uno dei più raffinati e monumentali viali europei, dove si affacciano prestigiosi palazzi e splendidi edifici storici, capolavoro di urbanistica e architettura. Un secondo anello intorno al centro storico, chiamato generalmente la "cintura" (Gürtel) è oggi la strada più a intenso traffico di tutta la città, e ospita anche una linea sopraelevata (U6) della metropolitana che la percorre in buona parte, dal Westbahnhof (stazione ferroviaria ovest) fino al Danubio a nord.
La città è attraversata nella sua parte orientale dal Danubio, mentre un piccolo canale artificiale (il Donaukanal) lambisce il centro storico a est, seguendo la tratta di un antico ramo del Danubio. Dalla parte opposta del Danubio, un altro ramo storico del Danubio, chiamato Alte Donau (Vecchio Danubio), tagliato dal corso del Danubio in seguito alla sua regolazione, è diventato un lago. Ed infine, tra il 1972 e il 1988, una seconda regolazione del Danubio ha creato un canale artificiale parallelo chiamato Neue Donau (Nuovo Danubio), sbarrato formando un lungo lago in tempi normali, ma atto a scaricare rapidamente le acque alte del Danubio e decongestionare così il Danubio stesso. I due corsi d'acqua (Danubio e Nuovo Danubio) sono separati dalla Donauinsel o isola del Danubio, una lunga e sottile lingua di terra creata artificialmente per proteggerla da eventuali inondazioni. L'isola, sistemata a parco, viene utilizzata dagli abitanti per praticare sport o rilassarsi sotto il sole. Una volta all'anno (verso la fine di giugno), inoltre, vi si festeggia per tre giorni consecutivi il Donauinselfest (festa dell'isola del Danubio).

### Clima

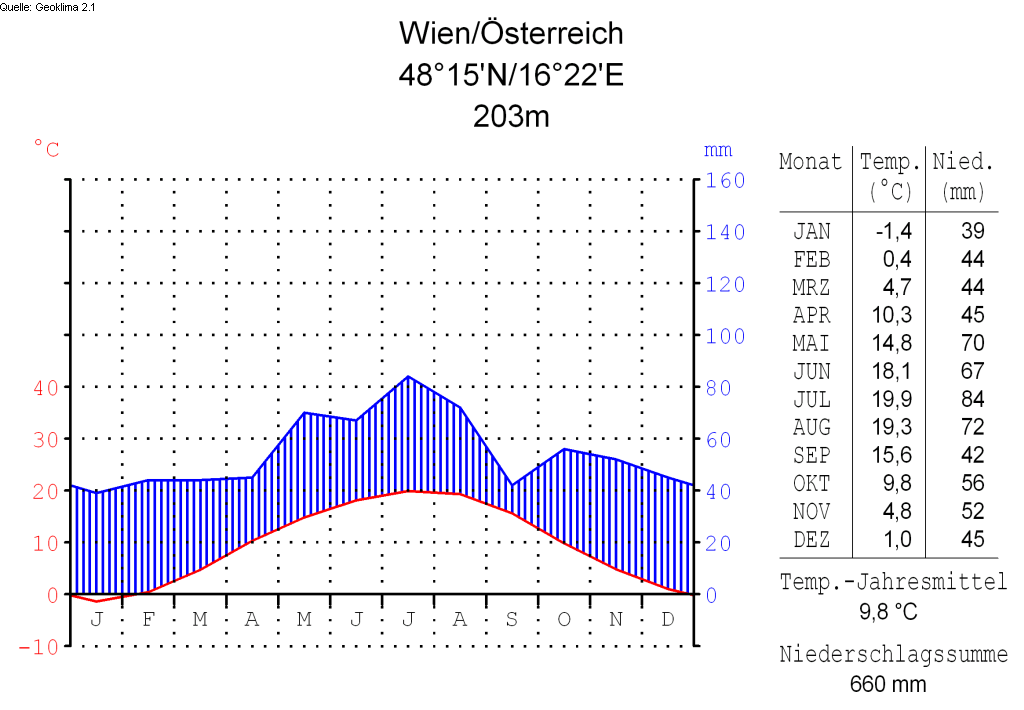
Tabella climatica viennese.

Vienna ha un clima continentale relativamente mite. L'inverno è comunque lungo e rigido con frequenti nevicate, soprattutto a gennaio. L'estate è abbastanza calda con alcuni giorni più freschi causati da piogge che vengono dal nord-ovest dell'Europa. La media annuale delle precipitazioni è comunque bassa, pari a circa 600 mm. La temperatura media annuale è 10,4 °C nel centro della città e 9,8 °C nei dintorni.

## Storia

### Il periodo romano

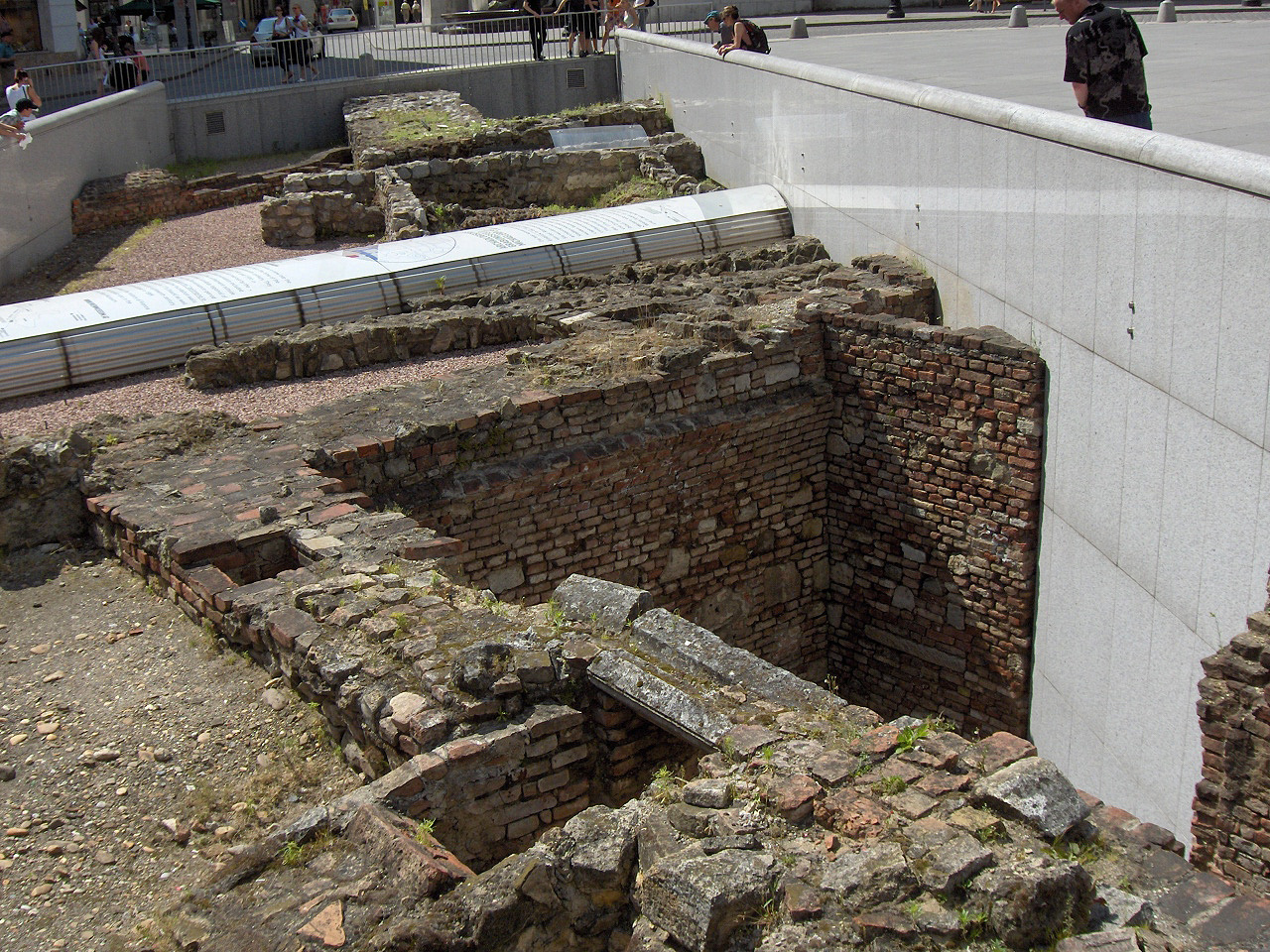
Resti romani di Vindobona presso la Hofburg.

Nel luogo occupato dall'odierna città i romani fondarono attorno al 89 d.C. un accampamento militare che venne chiamato Vindobona, a protezione della vicina città di Carnuntum fondata nel 6 d.C. Successivamente vi si stabilirono anche civili e, secondo alcune fonti, l'imperatore Marco Aurelio potrebbe esservi morto dopo una lunga malattia il 17 marzo del 180 d.C., nel corso della seconda spedizione germanica. Ancora oggi è possibile vedere le vecchie mura erette tra il 100 e il 500 d.C. L'odierna Vienna presenta al suo centro stradine che rispecchiano all'incirca l'antica struttura. Data la posizione molto esposta verso est, Vindobona fu presto oggetto di conquista dei vari popoli che cercavano di penetrare in Europa centrale, tra i quali i Longobardi, gli Avari e gli Slavi.

### Età medievale

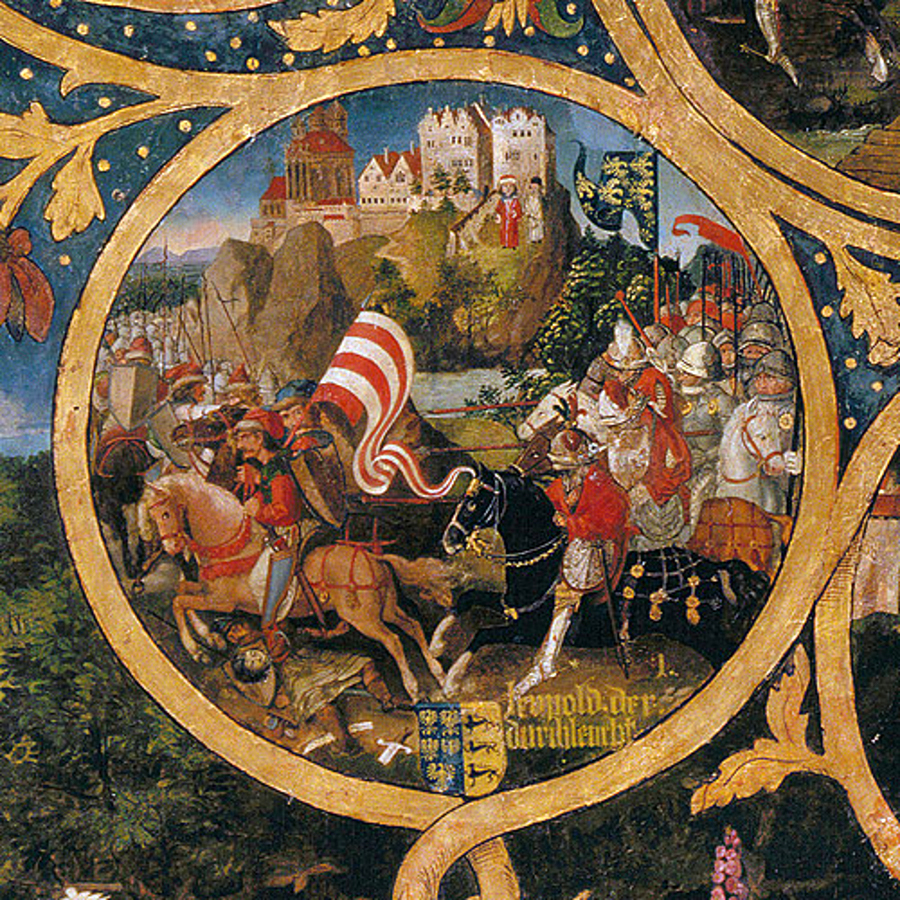
Leopoldo I di Babenberg, dalla Genealogia dei Babenberg, abbazia di Klosterneuburg.

La città riottenne la sua posizione di primo piano nella zona dopo che Carlo Magno la inglobò nella Marca Orientale (Ostmark), tuttavia essa dovette ancora difendersi dalle invasioni ungheresi, finché nel 955 Ottone I, imperatore del Sacro Romano Impero, non scacciò questi definitivamente, ricostituendo la Marca e donando Vienna nel 976 alla dinastia dei Babenberg, conferendo quindi a Leopoldo I di Babenberg il titolo di margravio.
La dinastia dette a Vienna il ruolo primario che le spettava nella regione, dovendo tuttavia continuare a contrastare le pressioni ungheresi, fino al 1246 quando con Federico II di Babenberg (morto in battaglia contro gli invasori) terminò la dinastia e cominciò il cosiddetto Interregnum, durante il quale si succedettero 2 governanti boemi (Hermann di Baden e Ottocaro II della dinastia dei Přemyslidi) fino a che nel 1278 Rodolfo d'Asburgo sconfisse Ottocaro stabilendo sull'Austria e su Vienna il dominio asburgico, che proseguirà fino al 1918.

Lo scudo dello stemma viennese.

Inizialmente osteggiata dalla popolazione (nel 1288 fu soffocata una sollevazione contro i governanti), la dominazione asburgica diede a Vienna il ruolo privilegiato di capitale dell'Impero quando nel 1438 Alberto II d'Asburgo trasferì qui la sede del potere. Sotto Massimiliano I la città conobbe una grande fioritura artistica e culturale (nel 1365 fu fondata l'Università) mentre l'Impero sotto il suo governo e quello del nipote Carlo V giunse alla sua massima estensione.

### Età rinascimentale
Nel 1533 la sede del potere venne spostata nell'edificio della Hofburg, il tradizionale palazzo imperiale di Vienna. Non cessarono tuttavia per Vienna le invasioni straniere: dal 1485 al 1493 la città fu sotto la dominazione di Mattia Corvino, re degli ungheresi, scacciato dalla città da Massimiliano, e nei primi anni del Cinquecento incominciò a farsi temere la minaccia turca. Vienna fu per tutto il XVI secolo funestata dalle guerre di religione, divisa tra il protestantesimo (circa l'80% sotto Massimiliano II, di fatto protestante) e il cattolicesimo, uscito vincente dopo le persecuzioni dei successivi sovrani e la Controriforma. Gli scontri tra le due religioni provocarono lo scoppio nell'Impero e in tutta Europa della Guerra dei trent'anni, durante la quale la città fu devastata dalla peste (circa 30 000 morti) e dagli assedi stranieri.

### Età imperiale

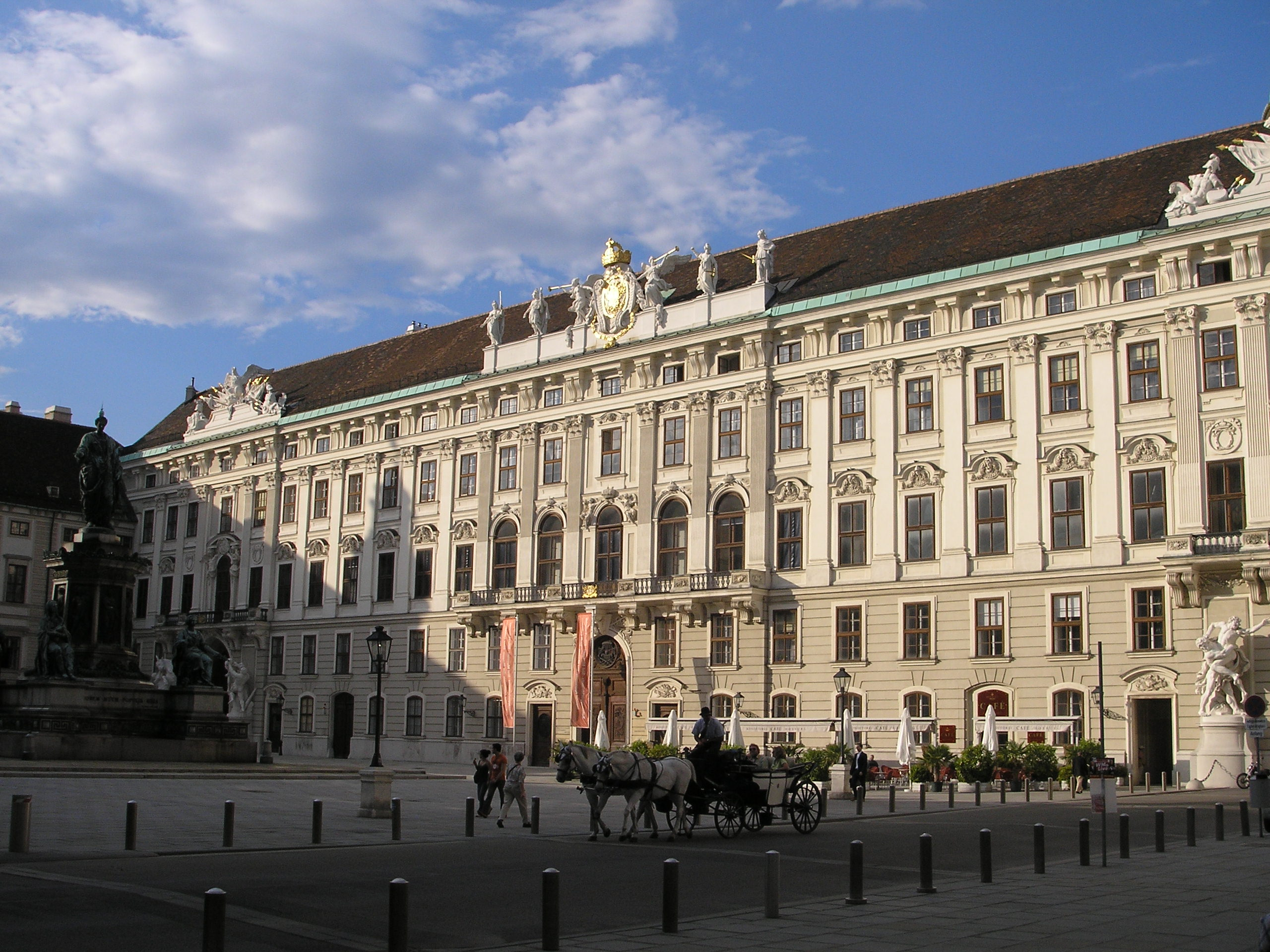
La Hofburg.

Vienna rifiorì in tutto il suo splendore dopo la definitiva sconfitta dei turchi, che nel 1683 sotto Kara Mustafa erano giunti alle porte della capitale imperiale minacciando l'intero mondo cristiano. Il principe Eugenio di Savoia li batté ripetutamente, salvando la città che nel tardo Seicento e nei primi del Settecento conobbe un grande risveglio urbanistico: sotto Carlo VI fu costruita la Karlskirche, il sontuoso castello del Belvedere, le residenze dei nobili intorno all'Hofburg. Nel 1738 vi fu firmata la Pace di Vienna, con la quale le potenze belligeranti (Francia da una parte, Impero austriaco dall'altra, e i rispettivi alleati) posero fine alla Guerra di successione polacca. Nel 1740 salì al trono austriaco Maria Teresa d'Austria, prima imperatrice dopo che con la Prammatica Sanzione Carlo VI aveva permesso la successione in linea femminile.
Maria Teresa, che governò per quarant'anni, spostò la residenza imperiale nel palazzo di Schönbrunn da lei fatto costruire alla periferia di Vienna, contribuendo a rendere la città una capitale artistica di primo piano favorendo la musica (sotto il suo regno incominciò a brillare l'astro di Wolfgang Amadeus Mozart). Il successore di Maria Teresa, Giuseppe II, liberale e riformatore, dovette scontrarsi con l'aristocrazia conservatrice e la Chiesa nel suo processo di rinnovamento politico, noto come giuseppinismo. Il cosiddetto Codice penale giuseppino modernizzò la legislazione austriaca secondo i principi dell'Illuminismo, ma la sua linea antireligiosa portò addirittura papa Pio VI a Vienna nel 1782 per tentare di bloccare le riforme, dopo che l'anno precedente l'imperatore aveva emanato l'Editto di Tolleranza che metteva fine ai contrasti tra cattolici, protestanti, ebrei e ortodossi. Vicino al popolo, Giuseppe II aprì ai cittadini i parchi riservati agli aristocratici del Prater e dell'Augarten.

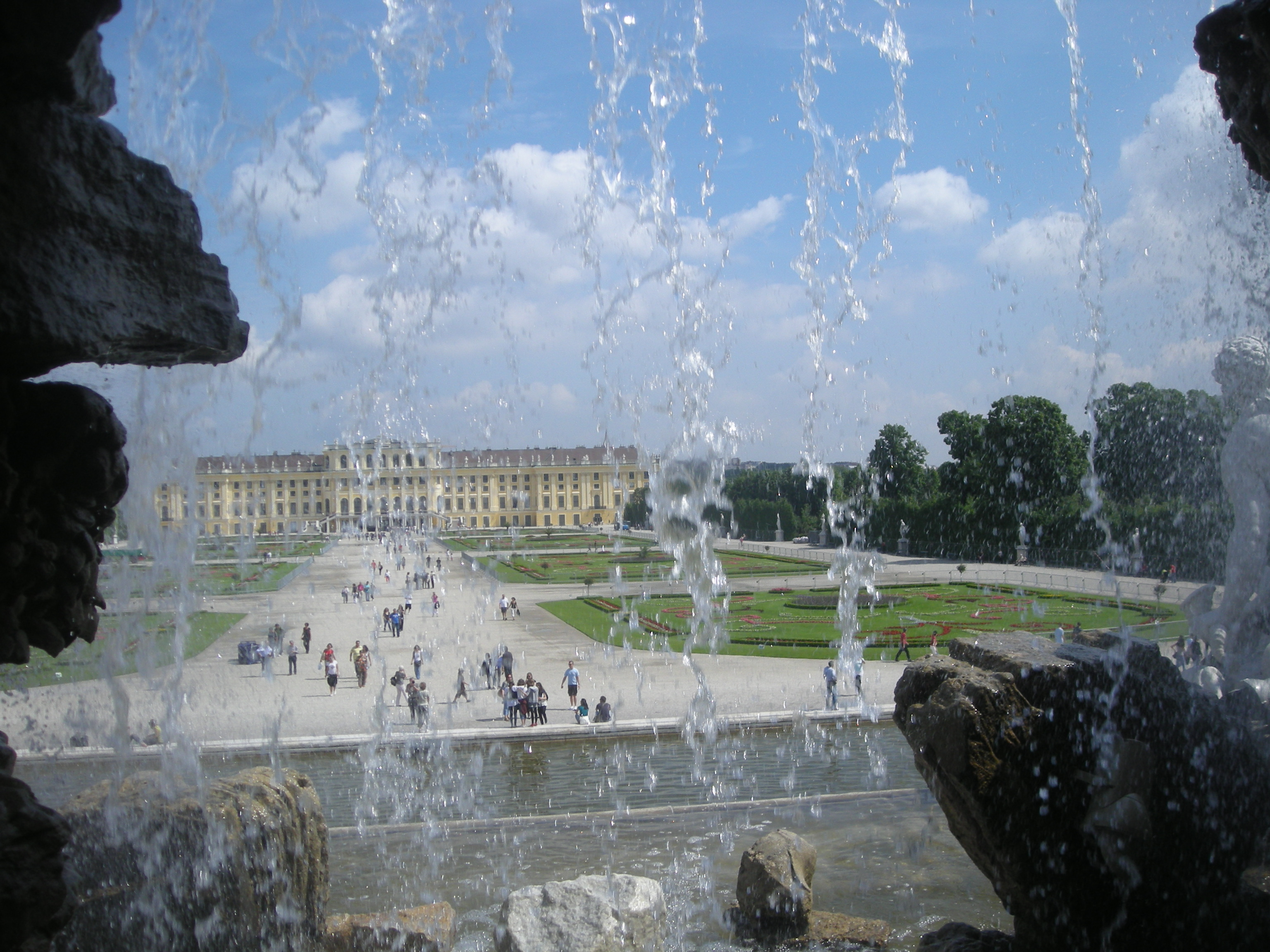
Veduta del palazzo di Schönbrunn.

Negli ultimi anni del Settecento e nel primo decennio dell'Ottocento Vienna e l'Austria dovettero subire gli effetti devastanti delle guerre napoleoniche. Nel 1806 Francesco II fu costretto dall'imperatore dei francesi a cedere il titolo di sovrano del Sacro Romano Impero, eliminando così definitivamente l'antica istituzione che risaliva a Carlo Magno, mentre il sovrano assunse il titolo di Francesco I, imperatore d'Austria. Ripetutamente battuta da Napoleone, l'Austria dovette subire la sua occupazione: Bonaparte nel 1809 s'installò a Schönbrunn sposando la figlia di Francesco I, Maria Luisa. L'abile diplomazia del principe Metternich portò tuttavia l'Austria ad aderire nel 1813 alla coalizione contro la Francia che portò alla disfatta di Napoleone e alla fine del suo dominio.
Proprio a Vienna sotto la regia di Metternich si tenne il Congresso che sancì la nuova divisione dell'Europa post-napoleonica. I sovrani europei si trattennero nella capitale austriaca per circa un anno, rendendola in pratica il centro del mondo occidentale. S'imposero in questo periodo – detto periodo Biedermeier – le sinfonie di Schubert e i valzer di Strauss, ma la bella vita aristocratica non durò a lungo poiché nel 1848 i moti rivoluzionari borghesi e liberali portarono la definitiva caduta del regime reazionario di Metternich – che fuggì in esilio – e di Ferdinando I, che abdicò in favore del nipote Francesco Giuseppe, appena diciottenne.

### Dal XIX al XX secolo

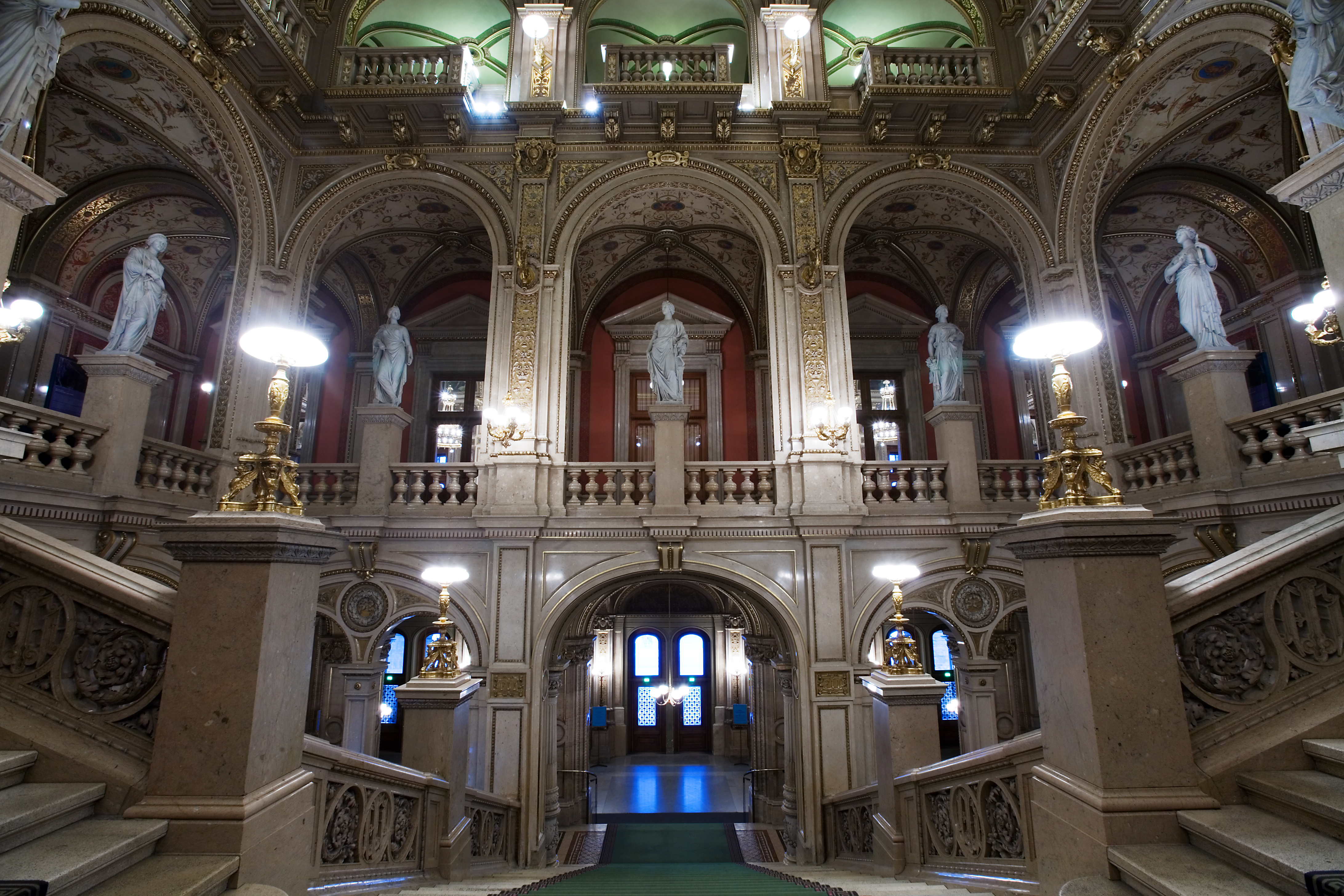
Lo scalone dell'Opera di Stato.

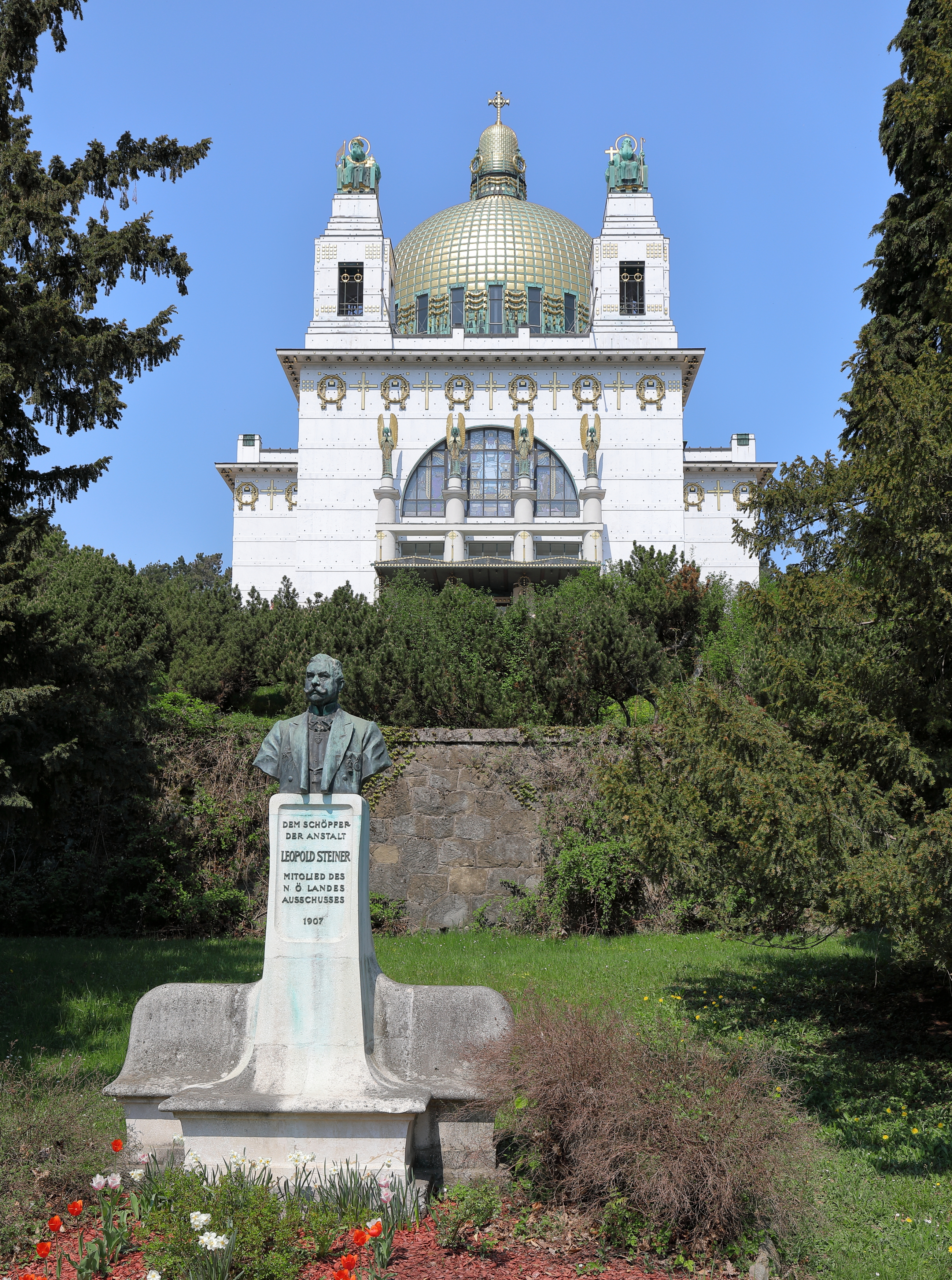
La Kirche am Steinhof di Otto Wagner.

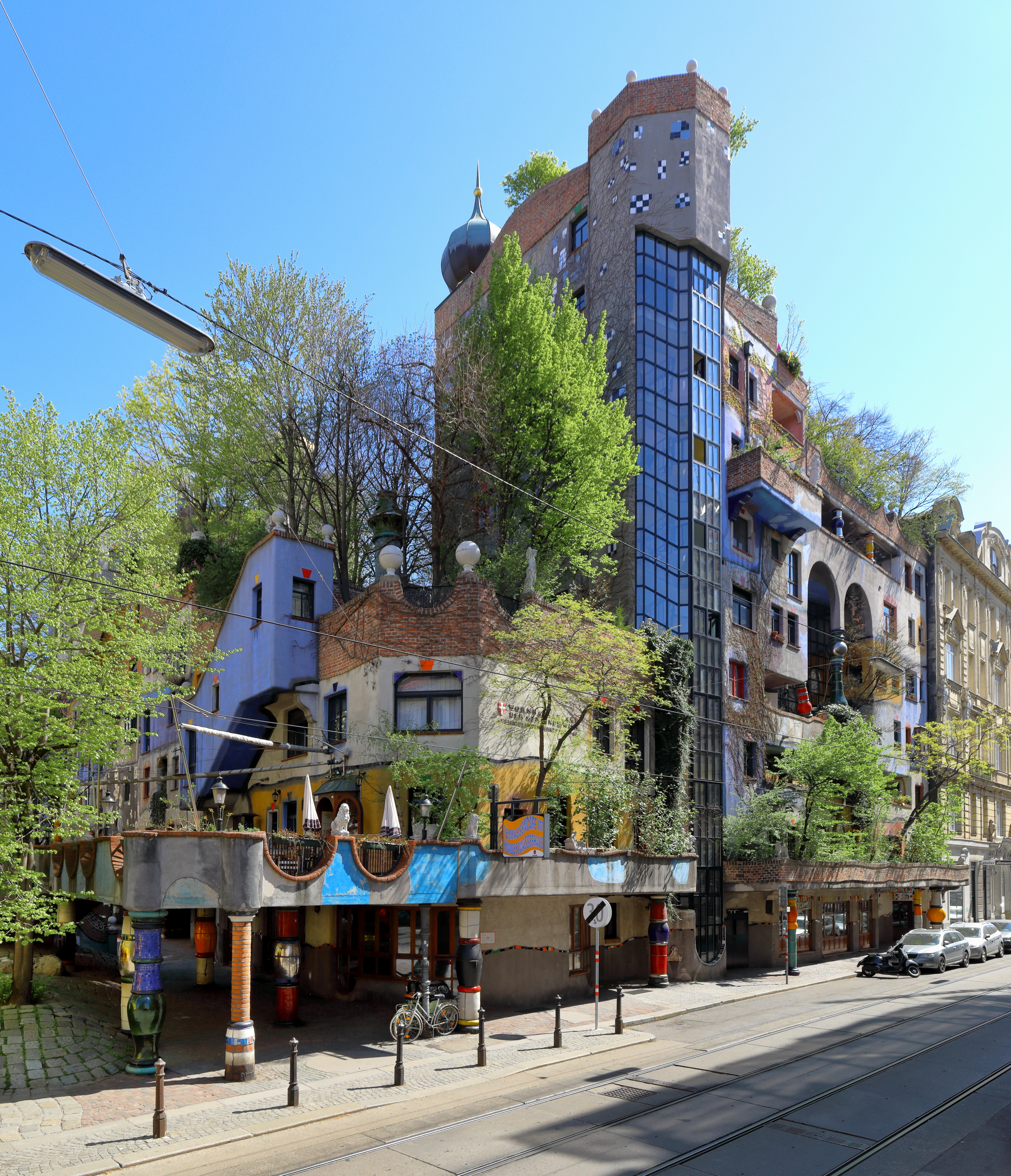
Hundertwasserhaus, l'eclettico complesso residenziale dell'architetto austriaco Friedensreich Hundertwasser.

Francesco Giuseppe governò per 68 anni. A "Vienna fin de siècle" il sovrano operò una rivoluzione urbanistica, demolendo le mura già in parte distrutte da Napoleone ed edificando al loro posto la monumentale Ringstraße, il viale che circonda la città ad anello e ancora oggi arteria principale della città. Qui nel 1879 si tenne una grandiosa parata per celebrare le nozze d'argento dell'imperatore con la moglie Elisabetta (la famosa Sissi). Nella capitale s'imposero le musiche di Brahms e Johann Strauss II, mentre nel 1869 venne inaugurata l'Opera di Vienna.
Nei primi del Novecento la città assunse rapidamente il ruolo di capitale culturale d'Europa attirando personaggi di altissimo livello con le sue istituzioni, prima fra tutte l'Università di Vienna, il circolo filosofico di Vienna (Moritz Schlick, Ludwig Wittgenstein, Rudolf Carnap), la Scuola di economia (Carl Menger, Ludwig von Mises), la prima e seconda Scuola musicale di Vienna (Gustav Mahler, Arnold Schönberg), la scuola di letteratura Jung Wien la Giovane Vienna, a livello architettonico Otto Wagner pianificò le infrastrutture cittadine, gli istituti di arte e design Wiener Werkstätte (Josef Hoffmann, Koloman Moser), fu in questo crogiuolo che nacquero anche le teorie di Freud e fu scossa da nuovi fermenti artistici: la Secessione viennese di artisti quali Gustav Klimt e Koloman Moser, lo Jugendstil architettonico che portò all'edificazione di molti edifici in tale stile, mentre la grande Vienna concludeva il suo ciclo storico con la morte di Francesco Giuseppe nel 1916, la disfatta della prima guerra mondiale e la conseguente scomparsa dell'Impero, dopo l'abdicazione del beato Carlo I e la proclamazione della Repubblica nel 1918.
L'influenza spagnola mise in ginocchio la capitale del nuovo Stato, ridotto a una piccolissima porzione dell'antico dominio, portando a fermenti rivoluzionari socialisti per tutto il decennio 1920 e buona parte degli anni trenta. Tuttavia il lungo periodo di governo socialdemocratico (1919-1934), più noto con il nome di Vienna rossa portò nella città grandi innovazioni dal punto di vista sociale e sanitario. Questa stagione positiva s'interruppe bruscamente con la salita al potere dei fascisti nel 1934. L'anno prima infatti, nel 1933 il cancelliere della repubblica Engelbert Dollfuss aveva sciolto il Parlamento proclamando con una risposta reazionaria ai socialisti un regime di stampo fascista. Questo tuttavia non durò a lungo: le successive rivolte di sinistra fecero infatti vacillare il governo, che venne colpito al cuore dai nazisti che tentarono un colpo di Stato uccidendo Dollfuss, ma fallendo il tentativo di conquista dell'Austria a causa dell'opposizione di Mussolini, che preventivamente aveva armato il fronte italo-austriaco.
Il successore di Dollfuss, Kurt Alois von Schuschnigg, non riuscì a impedire la pressione di Hitler, che nel 1938 penetrò nel paese dopo che Arthur Seyss-Inquart – successore del dimissionario Schuschnigg – aprì le frontiere all'esercito tedesco, portando all'Anschluss con la Germania. Soltanto il Messico protestò presso la Società delle Nazioni per l'avvenuta annessione, motivo per il quale la città di Vienna ha denominato Mexikoplatz la piazza antistante la chiesa di S. Francesco d'Assisi. Dopo aver drammaticamente condiviso il destino del Terzo Reich, l'Austria fu occupata dagli Alleati e Vienna, conquistata dopo una violenta battaglia urbana dai soldati dell'Armata Rossa sovietica, venne divisa tra i vincitori della guerra fino al 1955.
Il rapido ritorno della democrazia, sancito anche dall'installazione nella città delle sedi delle principali organizzazioni internazionali, permise a Vienna e all'Austria un rapido risveglio economico e politico. Nel 1995 il Paese ha aderito all'Unione europea e oggi Vienna è una delle capitali più visitate dal turismo internazionale. L'alta qualità della vita di questa città è testimoniato dal fatto che in un'indagine dell'Economist Vienna è risultata seconda assoluta a livello mondiale (preceduta da Vancouver in Canada) nella classifica delle città più vivibili del mondo e prima assoluta sulla qualità di vita secondo la società di consulenza newyorkese Mercer.

## Monumenti e luoghi d'interesse

### Architetture religiose

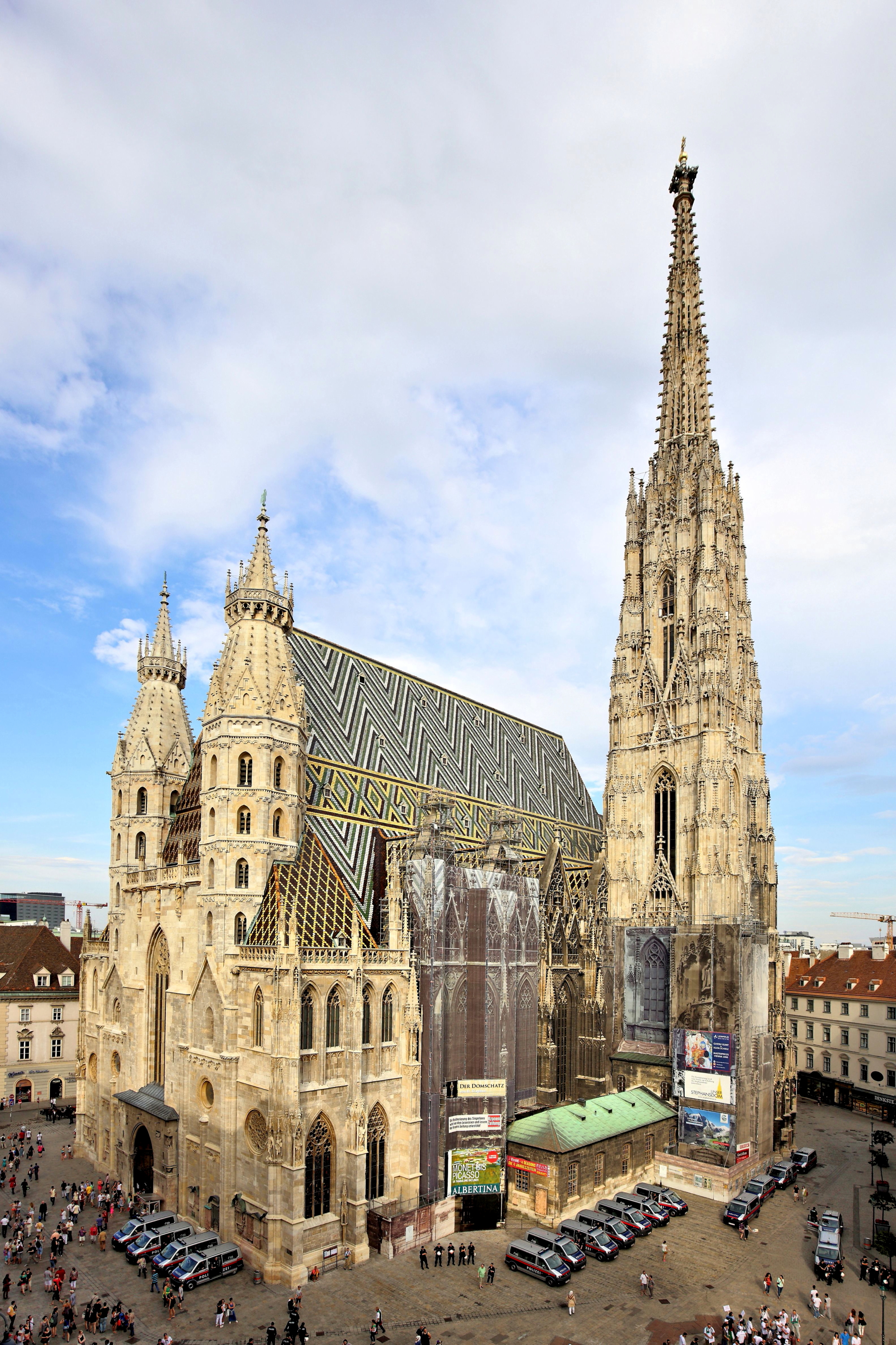
il Duomo di Vienna.

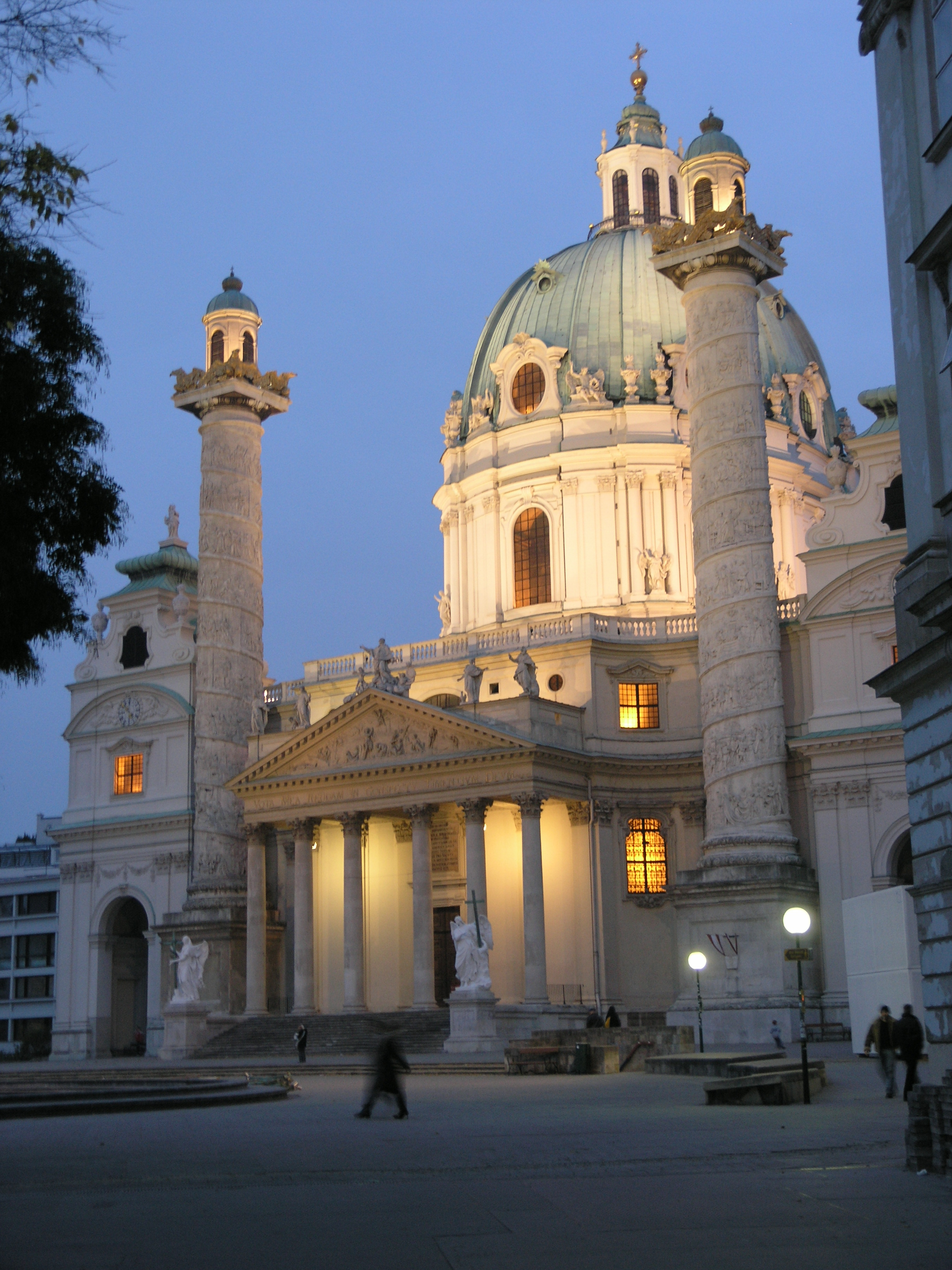
La Chiesa di San Carlo Borromeo.

Di seguito è riportato un elenco delle maggiori architetture sacre di Vienna:
1. Duomo di Santo Stefano (Stephansdom)
2. Chiesa di San Ruprecht (Ruprechtskirche)
3. Chiesa di San Carlo Borromeo (Karlskirche)
4. Santa Maria sulla Riva (Maria am Gestade)
5. Chiesa dei Minoriti (Minoritenkirche – Italienische National Kirche Maria Schnee), detta anche degli Italiani
6. Chiesa di San Pietro (Peterskirche)
7. Chiesa di Santa Maria della Rotonda o Dominikanerkirche (Chiesa dei Domenicani)
8. Chiesa dei Nove Cori angelici (Am Hof)
9. Chiesa dei Maltesi (Malteserkirche)
10. Chiesa dei Cappuccini (Kapuzinerkirche – con al suo interno la Kapuzinergruft, luogo di sepoltura della dinastia asburgica)
11. Chiesa Votiva (Votivkirche)
12. Jesuitenkirche (Chiesa dei gesuiti)
13. Augustinerkirche, nella quale è custodito il monumento funebre a Maria Cristina d'Austria del Canova
14. Steinhofkirche di Otto Wagner
15. Basilica Maria Treu (in lingua tedesca Piaristenkirche Maria Treu), chiesa barocca nell'antico quartiere di Josefstadt, in Jodok-Fink-Platz, officiata dai Padri scolopi; ha la dignità di basilica minore
16. Mechitaristenkirche, chiesa armena dell'ordine Mechitarista
La Mechitaristenkirche si trova sulla Neustiftgasse, Nº4. Nel 1773 una parte dei padri Mechitaristi, che si erano separati dalla comunità di San Lazzaro (Venezia). Con il tempo, il Monastero Mechitarista di Vienna, parallelamente a quello di San Lazzaro a Venezia, si afferma quale centro di grande rilievo e punto di riferimento della cultura armena nel mondo. Il monastero ospita raccolte numismatiche (10 000 monete armene e 20 000 extra-armene); ceramiche artistiche caucasiche, argenterie sacre appartenenti alla Chiesa autocefala armena. La Pinacoteca raccoglie tele di pittori armeni (tra i quali quelli della famiglie di Naghash e Ayvazovski); è presente anche un'importantissima biblioteca formata da manoscritti armeni (antichi e preziosi), andando a formare una delle più grandi collezioni del mondo; tra le opere antiche e moderne la biblioteca della Mechitaristenkirche conta più di 170 000 libri, inoltre conserva giornali e periodici armeni. Dal 1889 il Monastero di Vienna, inoltre, è sede di una distilleria nota per il famoso Mechitharine (liquore alle erbe), si dice che la ricetta originale sia stata portata dallo stesso Mechitar in persona.
17. Michaelerkirche, chiesa di San Michele, sulla Michaelerplatz, nel 1º distretto di Vienna, nel centro della città. Risale all'inizio del XIII secolo
18. Schottenkirche chiesa degli scozzesi (sec. XII-XV) ripreso e rifatto in varie epoche
19. Stadttempel: costruita nel 1824-26 è l'unica sinagoga superstite tra le 93 esistenti a Vienna e distrutte durante l'Olocausto

### Architetture civili

#### Palazzi storici

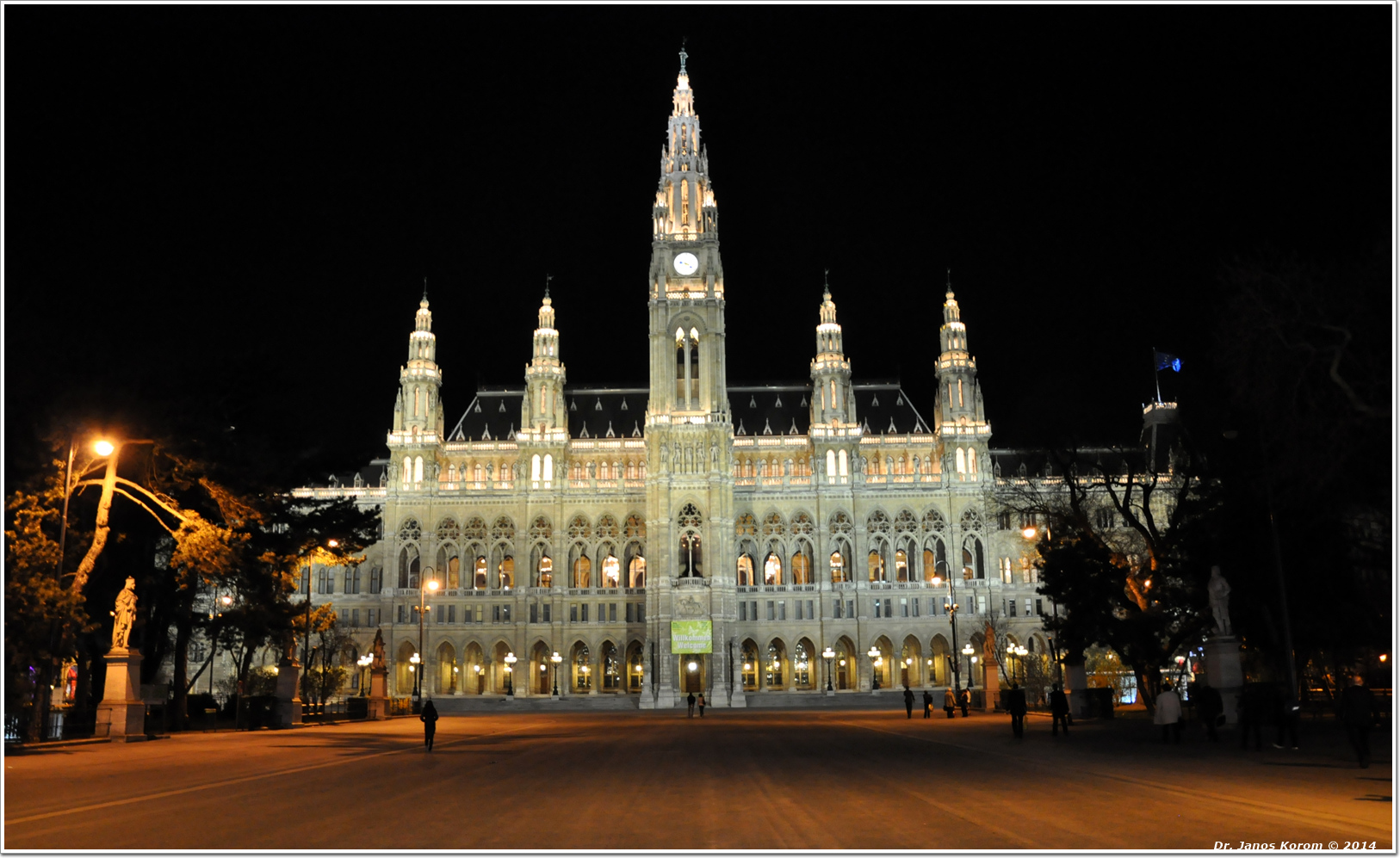
Facciata del Municipio di sera.

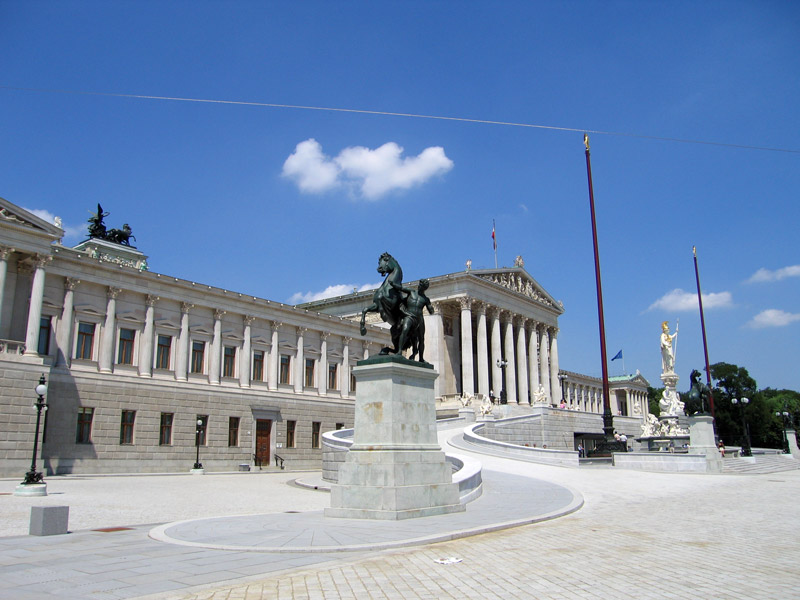
Il Parlamento di Vienna.

Di seguito è riportato un elenco di alcune delle architetture storiche più rappresentative di Vienna:
- Palazzo di Schönbrunn (Schloss Schönbrunn)
- Hofburg
- Castello del Belvedere (Schloss Belvedere)
- Palazzo d'Inverno del Principe Eugenio di Savoia
- Palazzo Pallavicini (o Palazzo Fries) sulla Josephsplatz
- Municipio
- Musikverein
- Parlamento di Vienna
- Palazzo Ferstel
- Palazzo Liechtenstein 1687-1711; sei stanze conservano gli stucchi di Pietro Antonio Garove
- Altes Rathaus
- Palazzo dell'antica Cancelleria boema Bohmische Hofkanzlei 1708-1714 realizzato da J.B. Fischer von Erlach. Elegante facciata anteriore e posteriore. Oggi è sede della Corte Costituzionale Austriaca.
- Palazzo Kinksy
- Palazzo Trautson (del 1712 è oggi sede del Ministero della Giustizia)
- Palazzo Auersperg (del 1706)
- Palazzo Schwarzenberg (del 1704. È adibito in parte ad albergo e in parte ad abitazione privata)
- Theseustempel (1819-22)
- Casa di Mozart
- Palazzo Ofenheim
- Sede viennese dell'Österreichische Länderbank
- Wiener Postsparkasse

#### Palazzi moderni e contemporanei

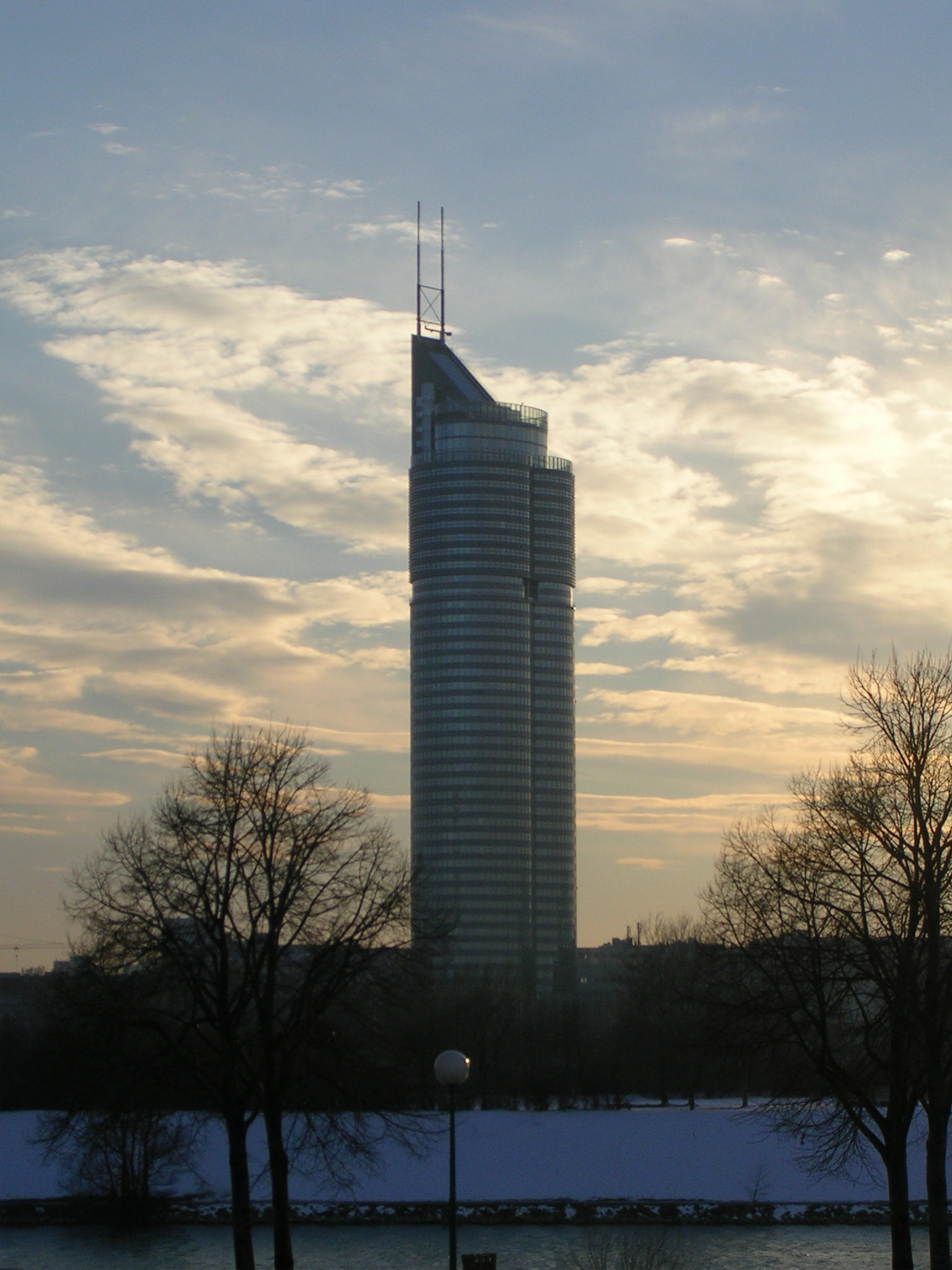
La Millennium Tower.

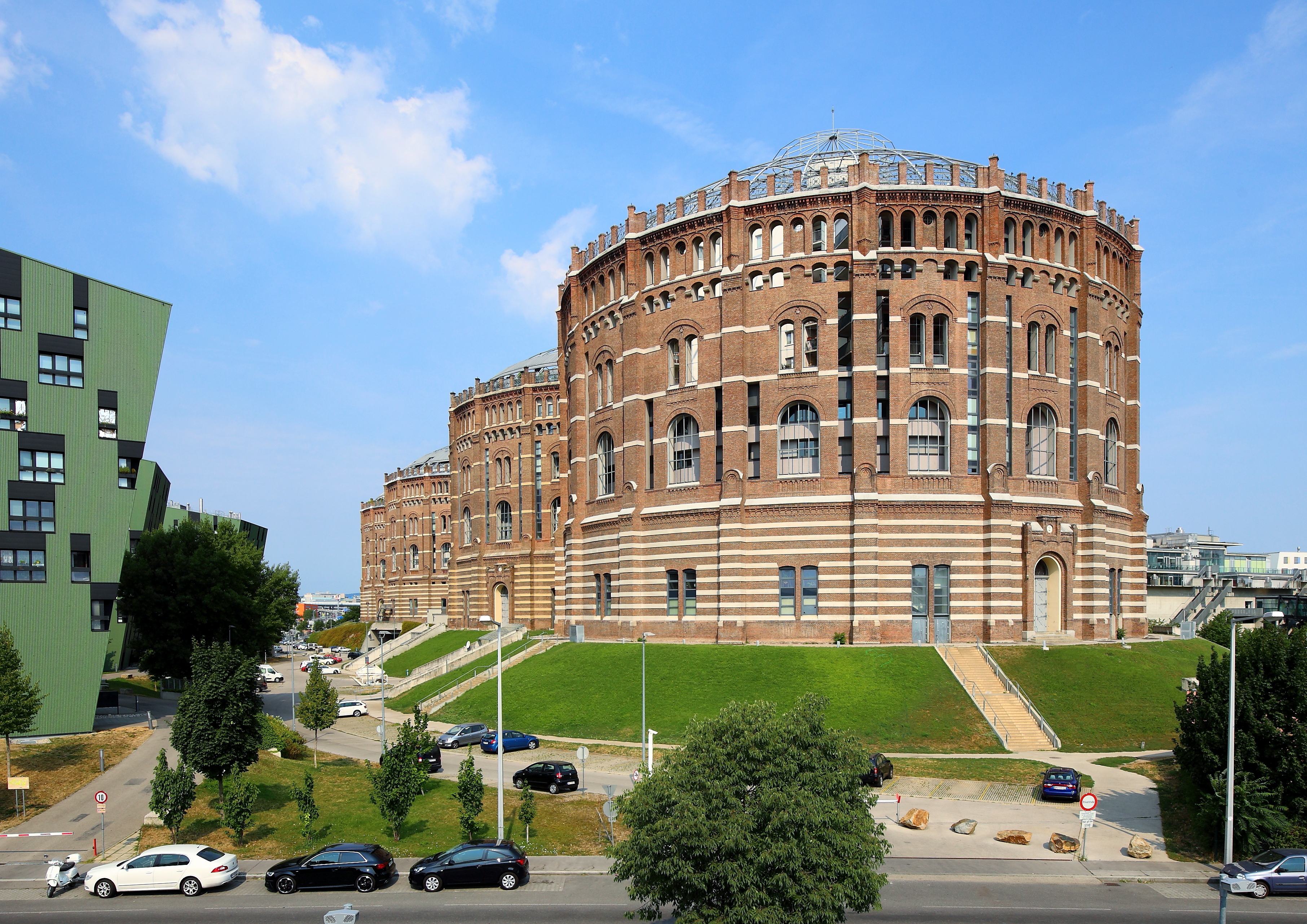
Il Gasometer.

Di seguito sono elencate alcune delle principali architetture moderne di Vienna:
- Palazzo della Secessione
- Majolikahaus capolavoro di Otto Wagner con bella decorazione floreale
- Österreichische Postsparkasse (di Otto Wagner)
- UNO-City
- Donauturm (Torre televisiva)
- Millennium Tower
- Karl-Marx-Hof, il più grande edificio abitativo al mondo
- Hundertwasserhaus (dall'architetto e artista Friedensreich Hundertwasser)
- Inceneritore di Spittelau (disegnato da Friedensreich Hundertwasser)
- Gasometer (appartamenti, centro commerciale, uffici e sale concerti situati in quattro vecchi depositi di gas)
- SCS (in periferia il più grande centro commerciale d'Europa)
- Monumento alle vittime ebraiche austriache della Shoah
- Steffl Department Store Vienna
- Monumento agli Eroi dell'Armata Rossa (una statua raffigurante un soldato sovietico di dodici metri e un colonnato semicircolare)

#### Ville
- Villa Wagner I
- Villa Wagner II
- Villa Hermes 1882-86
- Villa Moz Kheller

### Aree naturali

#### Parchi giochi

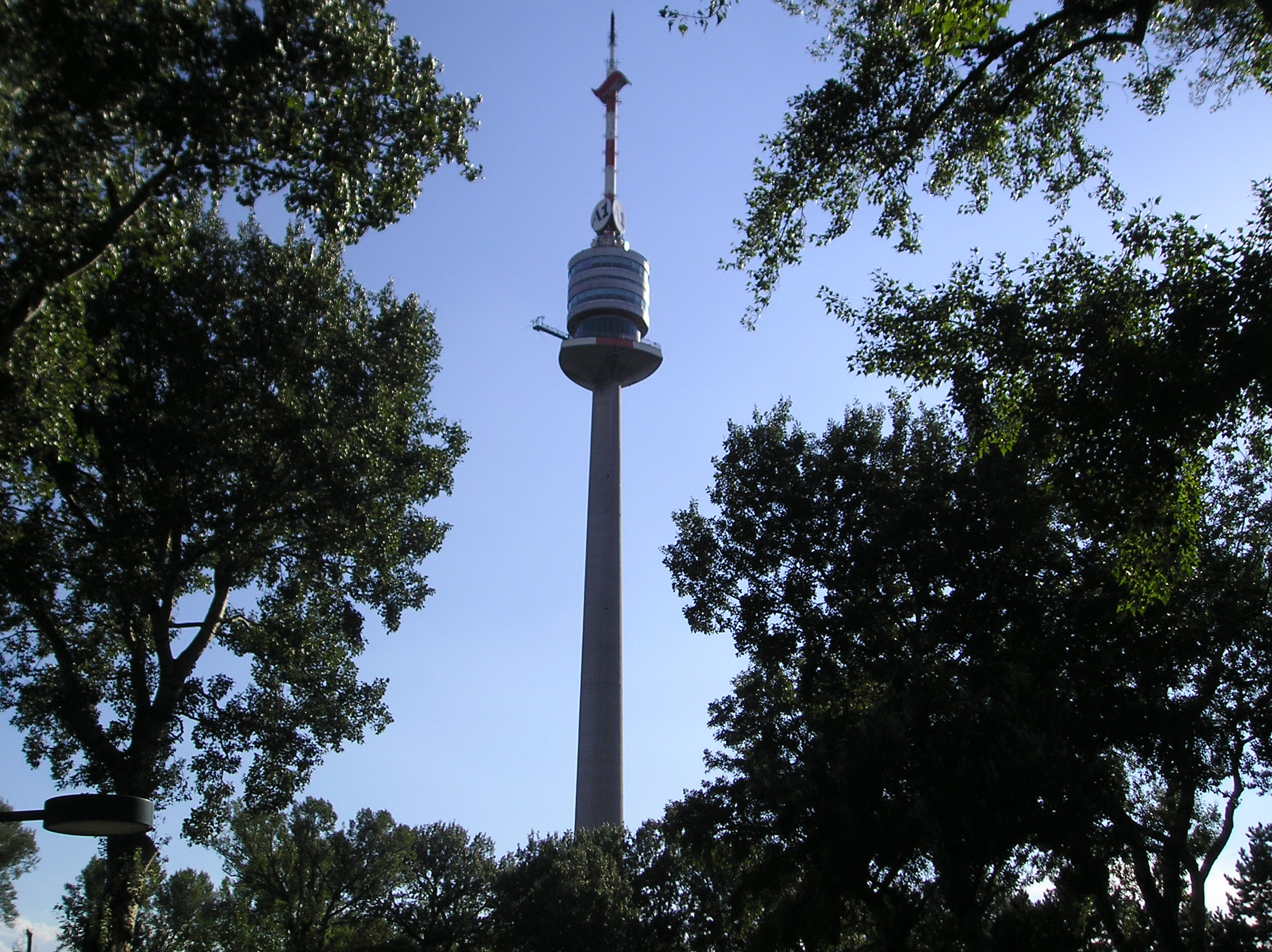
Vista sul Donauturm, la torre sita nel Donaupark.

Di seguito è riportato un elenco delle numerose aree verdi presenti a Vienna:
- Parco divertimenti del Prater
- Parco cittadino con il fiume Wien (Stadtpark)
- Volksgarten (nell'Hofburg)
- Parco Oberlaa
- Türkenschanzpark
- Parco del castello di Pötzleinsdorf
- Kahlenberg
- Leopoldsberg
- Wienerwald (Bosco viennese): a ovest della città è ricco di bellezze paesistiche e monumenti d'arte. 1250 km quadrati di boschi, vigneti e villaggi che offrono al visitatore la gioia di apprezzare le bellezza della natura incontaminata. I suoi prati si estendono a perdita d'occhio con fiori di stecco, frassinelle, campanule, gigli martagoni, tra sentieri ben tracciati dove la gente passeggia o fa jogging. Vi si trovano parecchie abbazie e castelli, ricchi di storia. La Helenental è una delle valli più romantiche e luogo prediletto dagli innamorati. Per una sosta si possono scegliere le locande (Gasthaus) a conduzione familiare; se ne trovano anche di particolarmente eleganti e romantiche. Il bosco viennese è stato anche il luogo che ha ispirato scrittori e musicisti di fama mondiale e intramontabile come Beethoven, Schubert e Johann Strauss.
- Donauinsel (Isola sul Danubio)
- Augarten
- Parco nazionale Donau-Auen
- Burggarten (all'Hofburg) e la Palmenhaus
- Parco del Castello di Schonbrunn e Tiergarten Schönbrunn
- Lainzer Tiergarten

#### Cimiteri
- Cimitero Centrale
- Cimitero di St. Marx

## Cultura e società

### Università e accademie
L'Università di Vienna fu fondata nel 1365, perciò è la seconda università più antica dell'Europa Centrale, e la più antica tra i paesi di lingua tedesca.
L'Università tecnica di Vienna (Technische Universität Wien) è il politecnico di Vienna, mentre l'Università economica di Vienna (Wirtschaftsuniversität Wien) è la più grande business school d'Europa.
L'educazione artistica è assicurata dall'Accademia di belle arti di Vienna e dall'Università per la musica e le arti interpretative di Vienna, nonché dall'Università di arti applicate di Vienna.
Nella capitale austriaca si trovano vari altri istituti di educazione superiore, fra cui l'Università di medicina di Vienna e l'Accademia diplomatica di Vienna.
A Vienna ha sede anche l'Accademia austriaca delle scienze.

### Biblioteche e archivi
La principale biblioteca viennese è la Biblioteca Nazionale Austriaca (Österreichische Nationalbibliothek). Nei 45 chilometri di scaffalature, la biblioteca accoglie oltre un milione e settecentomila volumi di inestimabile valore, oltre ad antichi manoscritti, papiri, opere teatrali, volumi di musica, ritratti, globi e carte geografiche.
L'Archivio di Stato Austriaco (Österreichisches Staatsarchiv) è articolato in più sedi, custodisce i documenti dello stato austriaco dal XVI secolo, nonché lo Haus-, Hof- und Staatsarchiv, che contiene i documenti della casa d'Asburgo e del Sacro Romano Impero della Nazione Germanica, di cui gli Asburgo furono per secoli imperatori.

### Musei

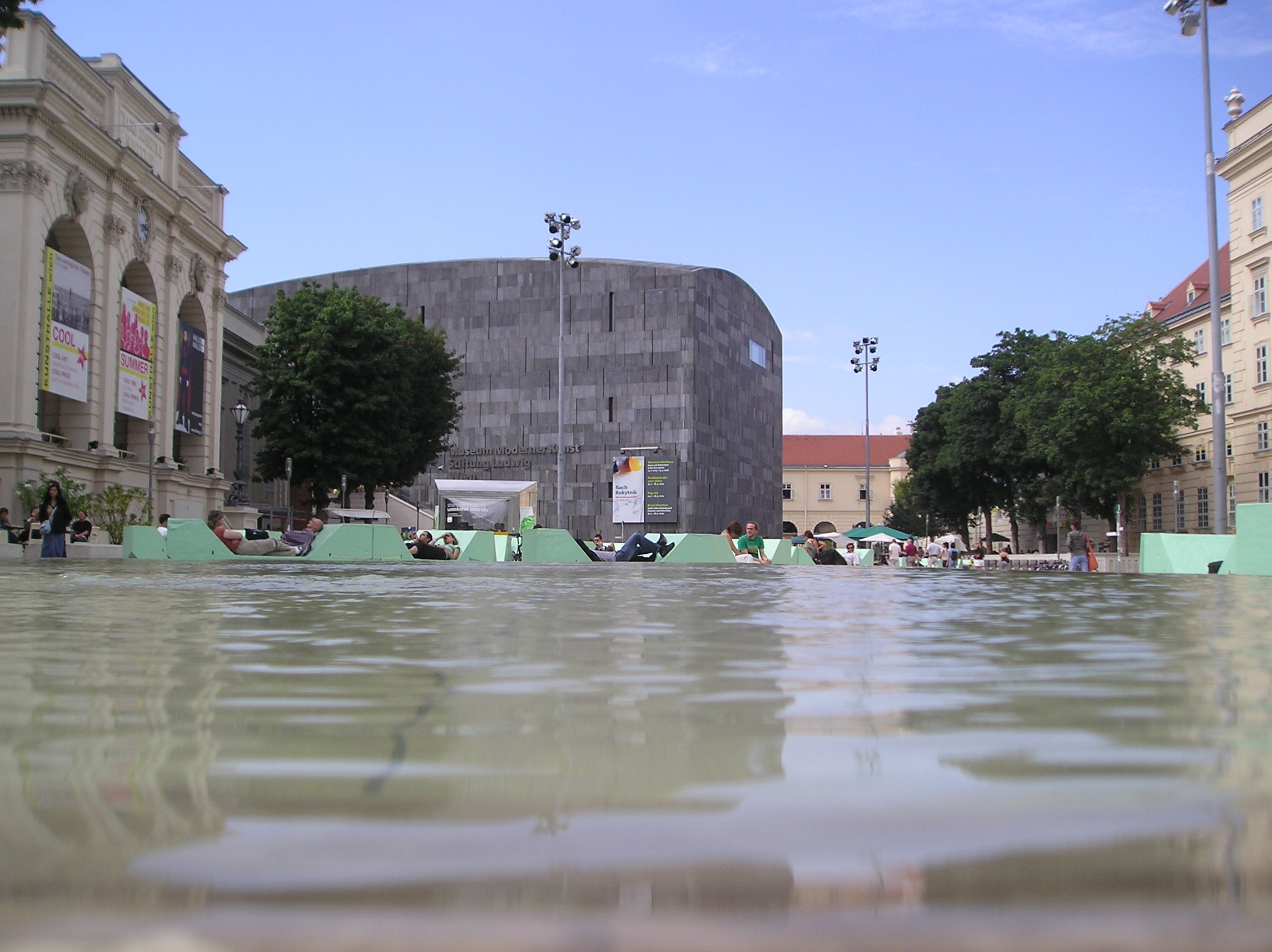
Vista del Museumsquartier.

La Hofburg ospita la Tesoreria imperiale, che raccoglie il tesoro sacro e profano degli Asburgo, nonché il museo di Sissi e gli appartamenti dell'imperatore (Kaiserappartements).
Di fianco alla Hofburg si trovano i due edifici simmetrici del Museo di Storia dell'Arte (Kunsthistorisches Museum) e del Museo di Storia Naturale (Naturhistorisches Museum Wien).
Alcuni musei sono ospitati nel Quartiere dei Musei (Museumsquartier), le antiche scuderie imperiali che negli anni Novanta sono state trasformate in un complesso museale. In particolare vi si trovano il Museo arte moderna e contemporanea, comunemente detto MUMOK, il Museo Leopold di opere della Sezession e dell'Espressionismo, il Museo di architettura (AzW) e lo ZOOM, Museo dei bambini.
Un altro museo importante è l'Albertina, dedicato alla grafica (disegni e stampe), e che possiede una collezione unica nel suo genere, vantando per esempio una raccolta notevole di disegni e acquarelli di Albrecht Dürer.
Palazzo Liechtenstein ospita il Museo Liechtenstein, specializzato nell'arte barocca. Il Castello del Belvedere custodisce la Galleria Austriaca del Belvedere (Österreichische Galerie Belvedere) dedicata all'arte austriaca del primo Novecento.
Altri musei viennesi sono la Kunsthaus (mostra permanente di Friedensreich Hundertwasser e mostre temporanee), il Museo anatomico-patologico, il Museo della tecnica, il Museo austriaco delle arti applicate, il Palazzo della Secessione, la Galleria dell'Accademia delle belle arti, il Sigmund Freud Museum e il Museo storico dell'esercito dell'Impero Asburgico (Heeresgeschichtliches Museum), ospitato nel vecchio Arsenale.

### Teatri e sale da concerto
Principale centro culturale dell'Austria, la città ospita teatri tra i più prestigiosi d'Europa.
I teatri dell'opera viennesi sono la Staatsoper ('"Opera statale") e la Volksoper ("Opera popolare").
I principali teatri di prosa oggi sono il Burgtheater ("Teatro della corte imperiale"), il Volkstheater ("Teatro popolare") e il Theater in der Josefstadt ("Teatro nella Josefstadt").
Il Theater an der Wien ("Teatro alla riva del fiume Wien") era tradizionalmente specializzato nel repertorio dell'operetta viennese e ora è dedicato al repertorio operistico internazionale di ampio spettro, dal barocco al contemporaneo. Il Ronacher e il Raimund Theater sono dedicati a vari generi musicali, tra cui il musical.
Le sale da concerto di Vienna sono il celebre Musikverein, sede dei Wiener Philharmoniker, e la Konzerthaus, sede dell'Orchestra Sinfonica di Vienna, della Wiener Kammerorchester, della Wiener Singakademie e del Klangforum Wien.

### Pasticcerie e caffè storici
I "caffè viennesi" (in tedesco: wiener Kaffeehaus, in viennese: weana kafäähaus) sono un'istituzione tipica della capitale austriaca, con un ruolo importante nel contesto della cultura austriaca e viennese.
Fra i locali più famosi citiamo Demel, pasticceria che si trova al civico 14 di Kohlmarkt, fondata nel 1786 e ancora oggi attiva, Gerstner, sulla Kärntnerstrasse, la celebre pasticceria dell'Hotel Sacher, il Café Central.

### La cucina viennese
La capitale austriaca ha una delle tradizioni culinarie più ricche e variegate del continente, con varie influenze tra cui la cucina boema, ungherese e quella ebraica. Nei menù di Vienna si trova il Tafelspitz, un pezzo di manzo bollito nel brodo, che di norma viene servito con salsa di erba cipollina, patate arrosto, mela o cren; il Wiener Schnitzel, una cotoletta di vitello impanata e fritta; la Frittatensuppe, una frittata tagliata a striscioline e servita in una tazza di brodo caldo; il Kaiserschmarren, una frittata dolce sminuzzata e condita con composta di frutta, inventata, secondo la leggenda, dall'imperatore Francesco Giuseppe. Altri dessert conosciuti sono inoltre: l'Apfelstrudel, il Powidltascherl, fagottino di pasta di patate ripieno di mousse alle prugne e il Topfenstrudel, fatto con uno strato sottilissimo di pasta da strudel ripiena di quark (una specie di ricotta) e uvetta; il dolce più famoso è invece la Sachertorte, torta di cioccolato con marmellata di albicocche. Si hanno poi la Rindsuppe (zuppa di carne di manzo), i Grießnockerl (gnocchetti di semolino), le Palatschinken (crêpe), il Beuschel (piatto a base di cuore e polmoni), e i Knödel (canederli), il Backhendl (galletto arrosto impanato), i Buchteln (dolci di pasta lievitata), i Fisolen (fagiolini), il Kukuruz (mais). 

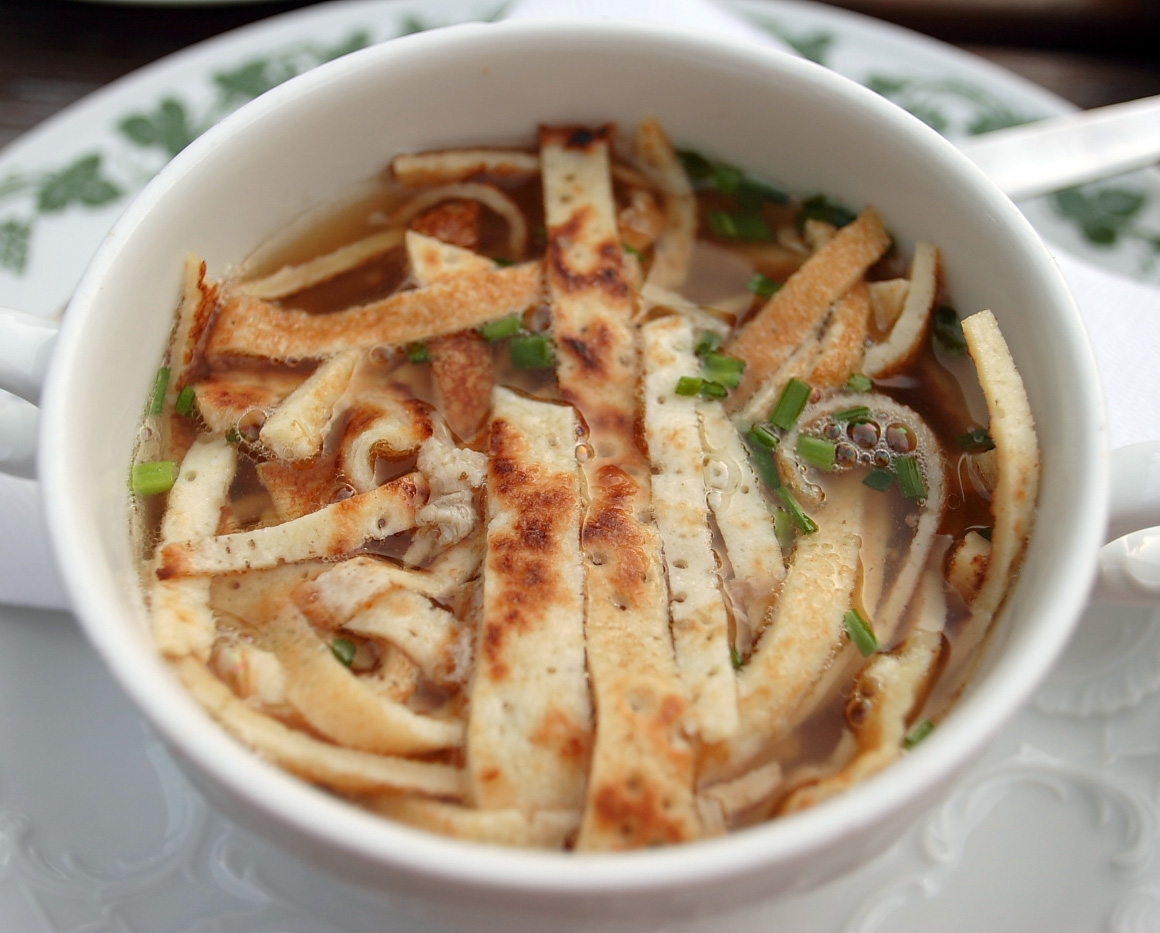
Una tazza di Frittatensuppe.
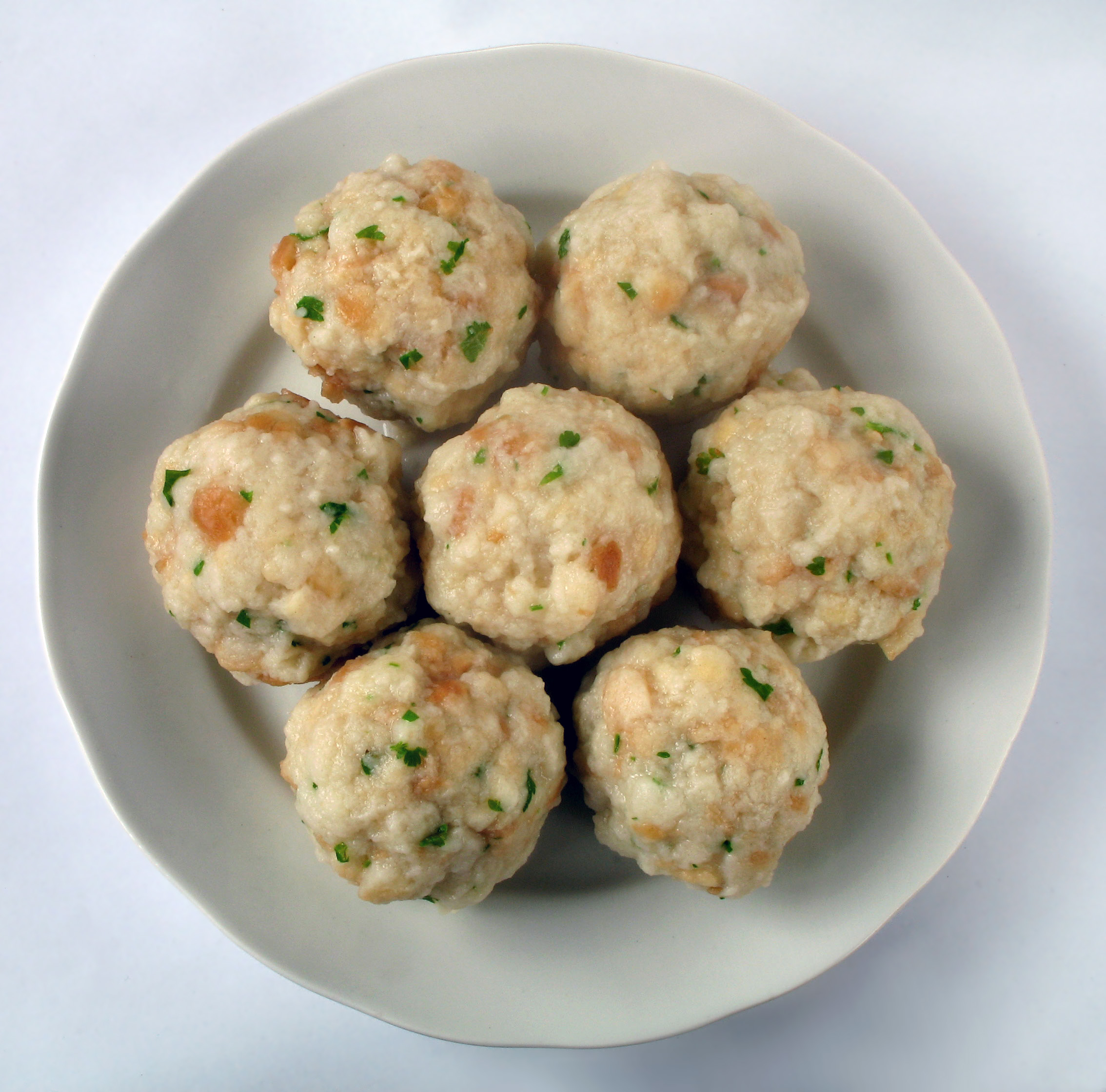
I Semmelknödel.
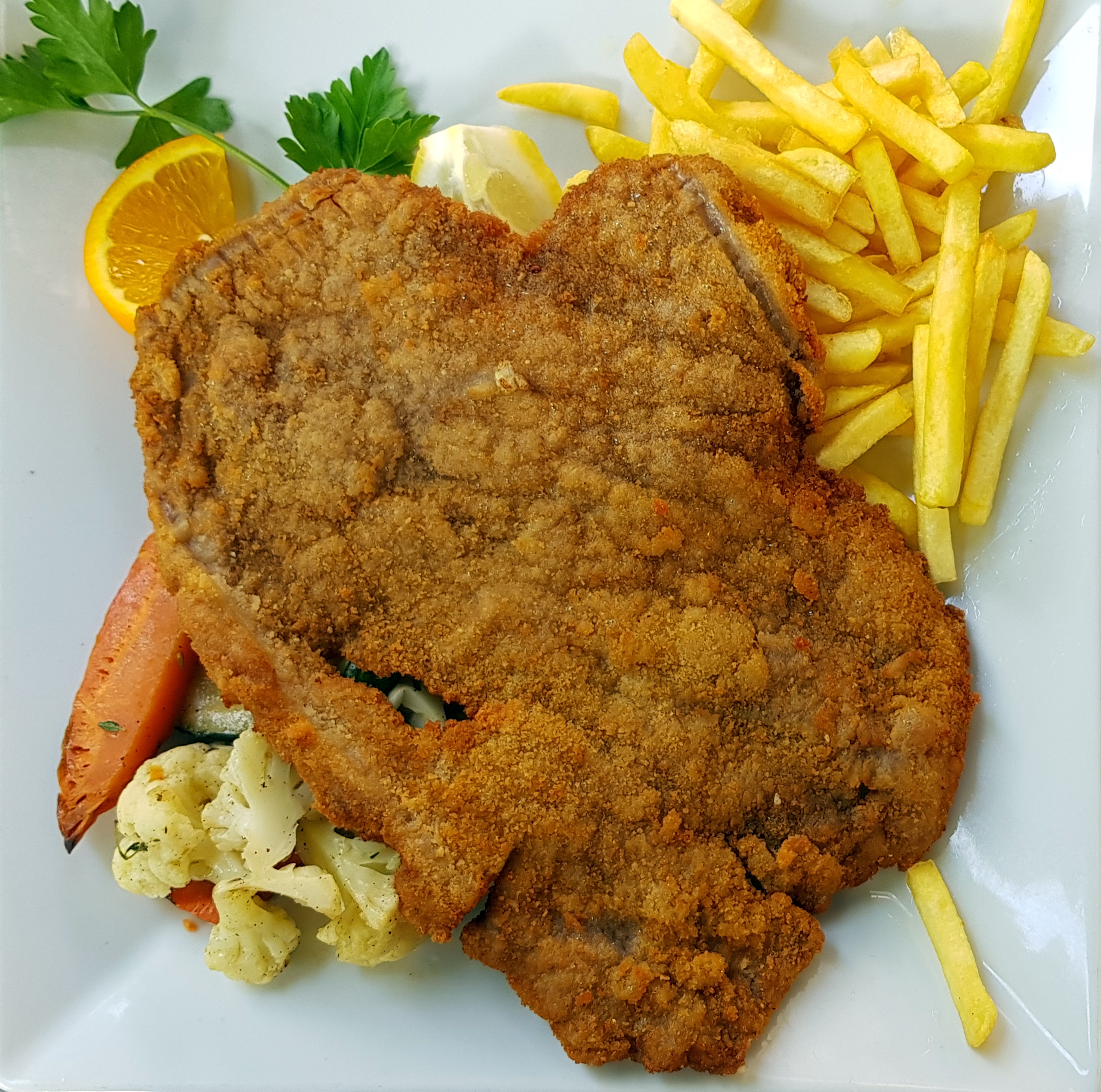
Il Wiener Schnitzel.
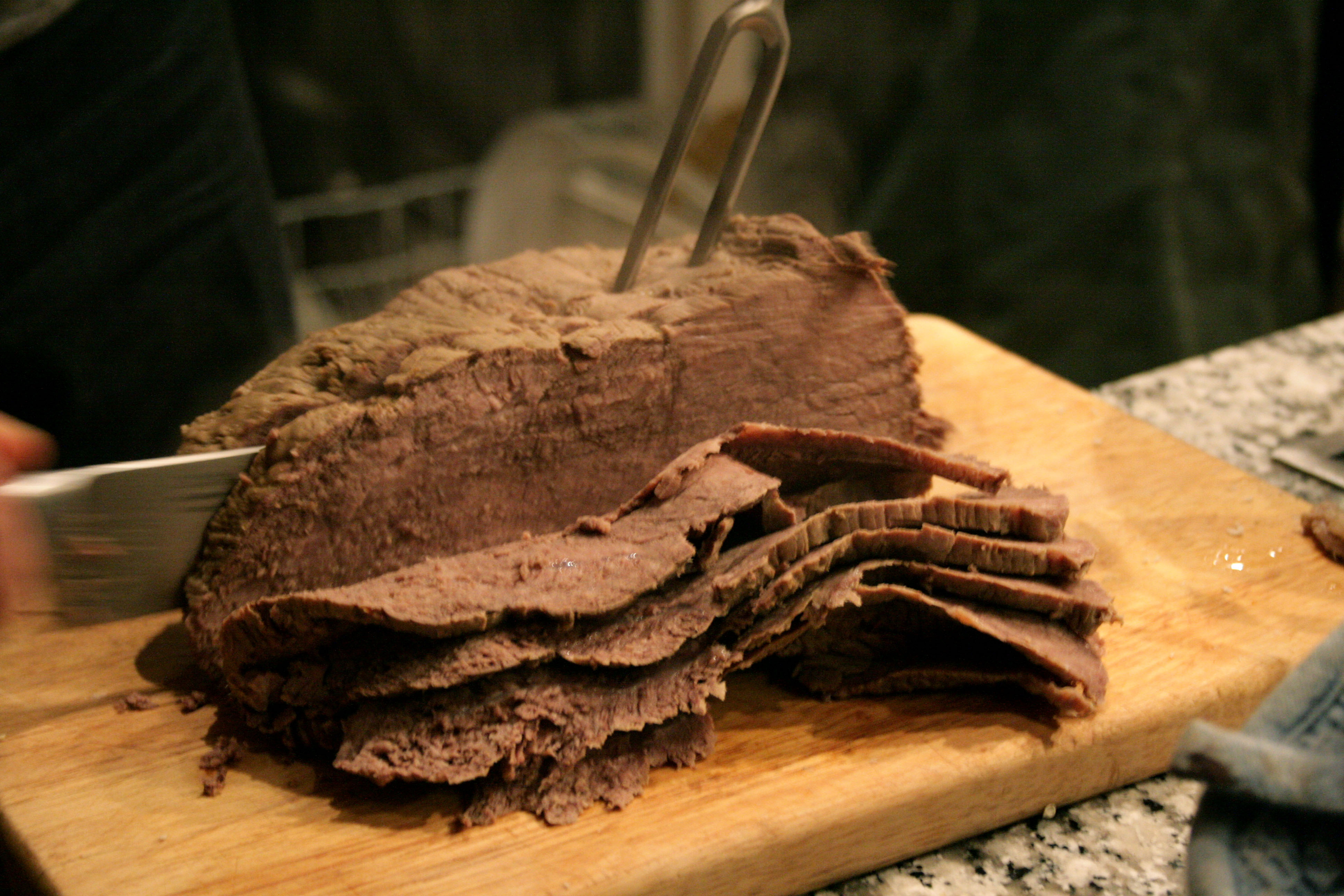
L'affettatura del Tafelspitz.
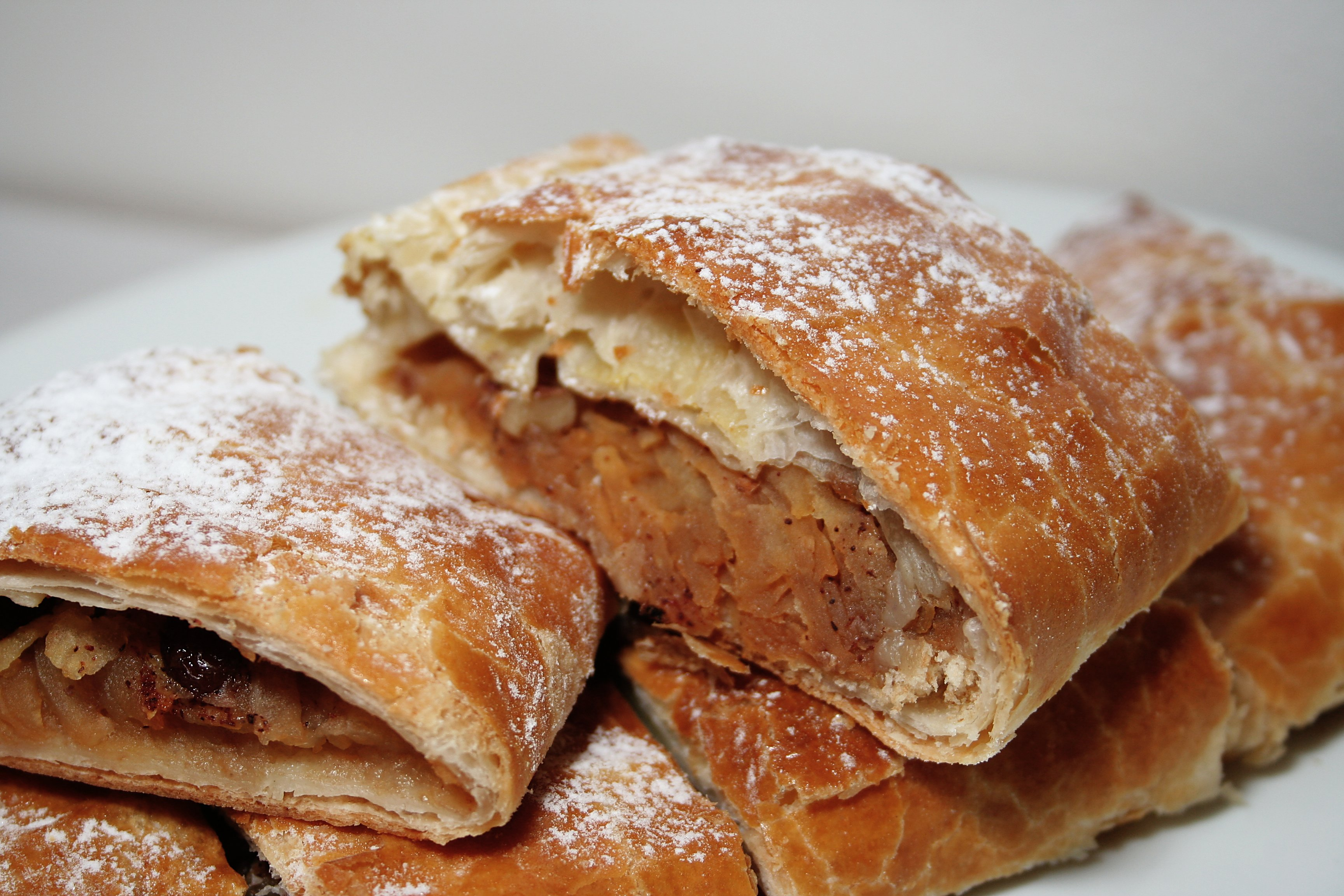
Porzioni di Apfelstrudel.
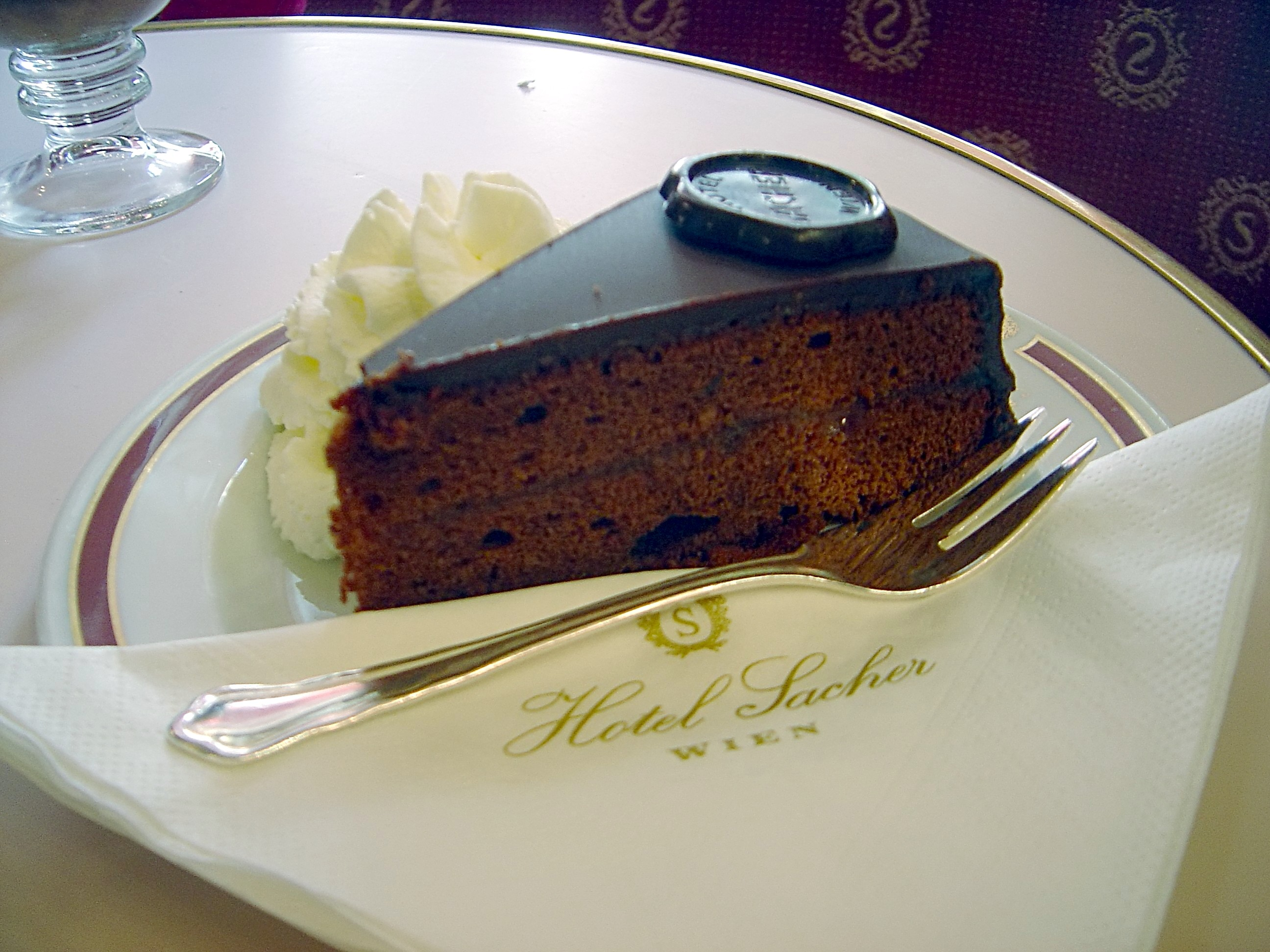
Una fetta di Sachertorte viennese.

### Eventi

#### Feste e festival

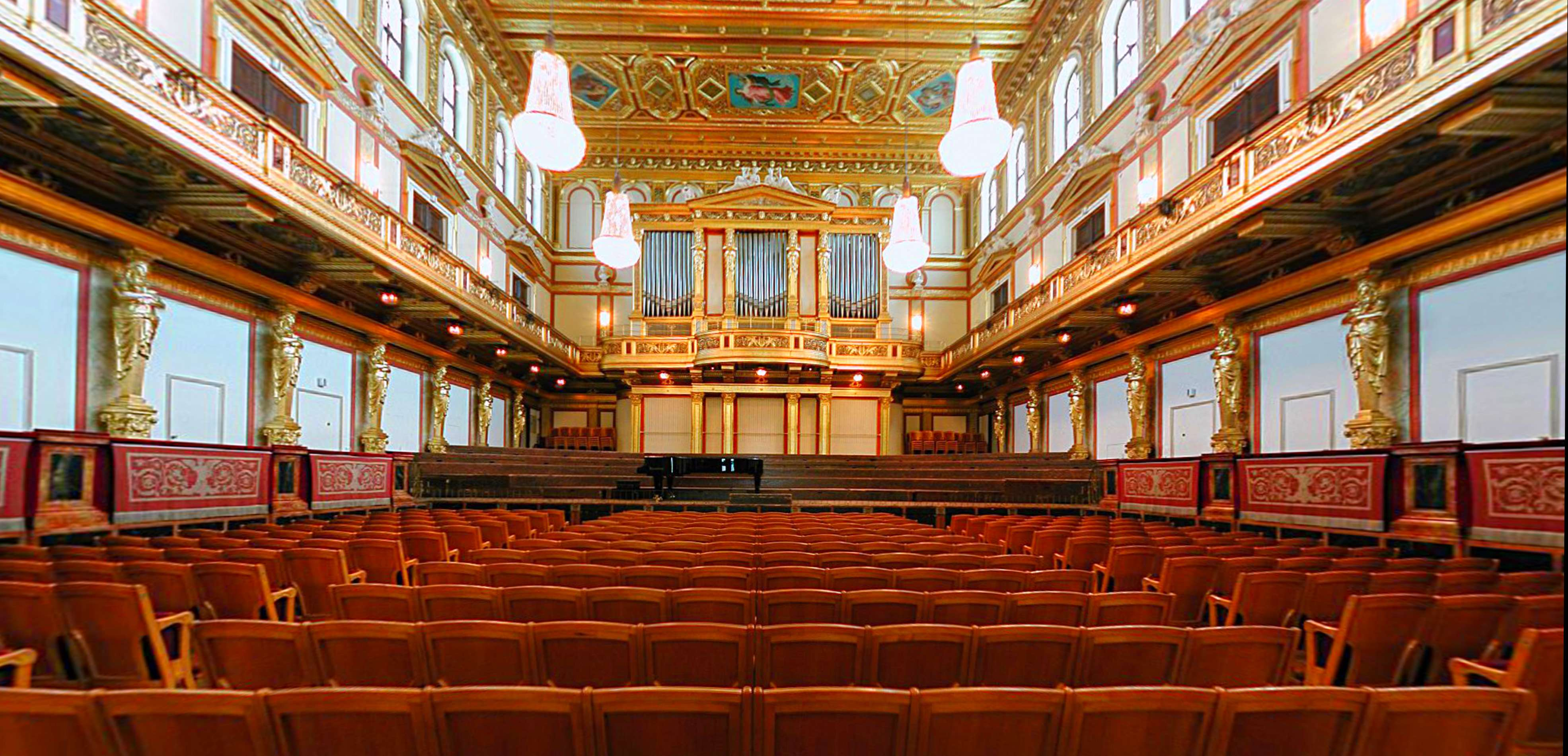
La Goldener Saal del Musikverein, dove si tiene il Concerto di Capodanno di Vienna.

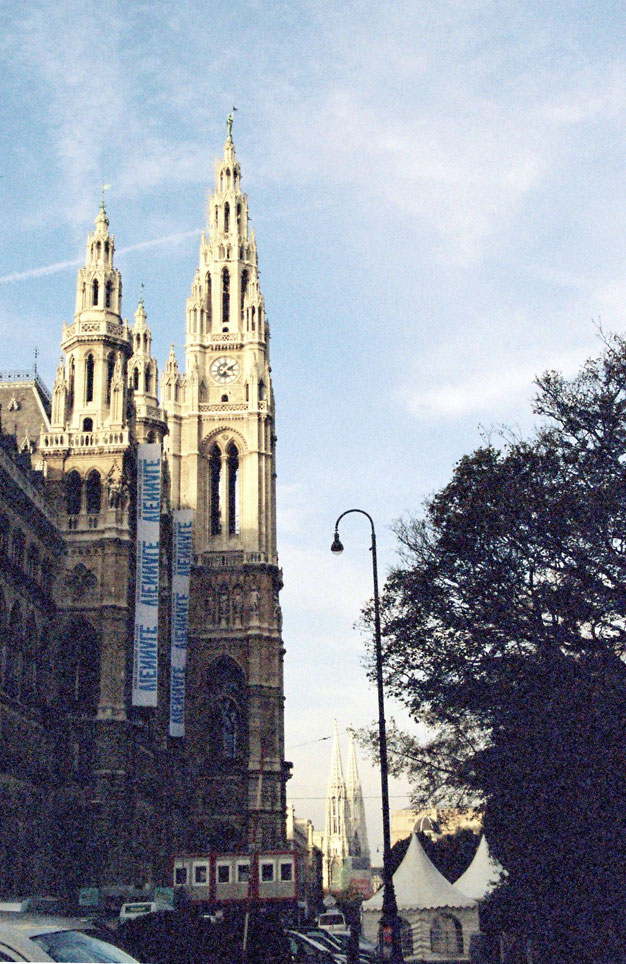
Il municipio durante la Viennale 2005.

L'evento più popolare che ha luogo ogni anno a Vienna è probabilmente il tradizionale Concerto di Capodanno, l'avvenimento musicale più seguito al mondo, diffuso dalle emittenti di almeno quaranta paesi, con un pubblico stimato in almeno un miliardo di spettatori in ogni parte del mondo.
Quando nel 1951, sei anni dopo la guerra, vennero istituite nell'ufficio Cultura della città le Wiener Festwochen (Settimane festive di Vienna) si pensava semplicemente a una "volontà austriaca di autoaffermazione". Si voleva dimostrare che l'ex città imperiale provata dalla guerra voleva e soprattutto era in grado di ritrovare immediatamente la sua fama di grande metropoli d'arte. Oggi gli appassionati faticano a orientarsi nella variegata offerta di spettacoli. Si hanno così manifestazioni che riguardano ogni campo dalle feste di quartiere nel leggendario Karl-Marx-Hof fino a variopinte rappresentazioni quali l'Internationales Musikfest, che viene allestita ogni anno a turno dal Musikverein o dalla Konzerthaus.
Nella seconda metà di gennaio gli appassionati di musica antica si possono recare nella Konzerthaus per il festival Resonanzen e parallelamente si svolgono anche molte feste e balli, più di 200, in occasione del carnevale. Apice della collettiva "orgia di walzer" è l'Opernball, ogni anno l'ultimo giovedì di febbraio presso la Staatsoper. A metà giugno si svolgono poi due feste: la Regenbogenparade con pubblico gay e bisessuale, e la Love Parade con le sue lunghe file di carri e oltre 200 000 partecipanti. All'inizio di giugno c'è il Life Ball, a favore della lotta contro l'AIDS. Il Donauinselfest (Festa sull'isola del Danubio) si svolge alla fine di giugno con star della musica, del cabaret e dello sport che si esibiscono su una dozzina di palchi ed è arricchito dall'offerta di specialità culinarie. Alla fine di settembre la città allestisce il palco open-air per l'Hallamasch, un festival multiculturale.
Il Jazzfest, che si svolge alla Staatsoper e in diversi club della città a luglio, riunisce star del jazz da tutta l'Austria. In primavera si hanno poi il festival di musica classica OsterKlang e, poco più tardi, nella Konzerthaus, il Frühlingsfestival (Festival di primavera). Per i fan della musica elettronica ci sono la Hörgänge a marzo e la Wien modern in ottobre-novembre. Sempre a novembre si svolgono a Vienna la Kunst-und-Antiquitätenmesse (Fiera dell'arte e dell'antiquariato) e nel Museum für Angewandte Kunst (Museo d'arte applicata) la fiera di arte contemporanea, la Kunst Wien. Infine a dicembre per 3 settimane si celebra la Mozartfest.

## Infrastrutture e trasporti

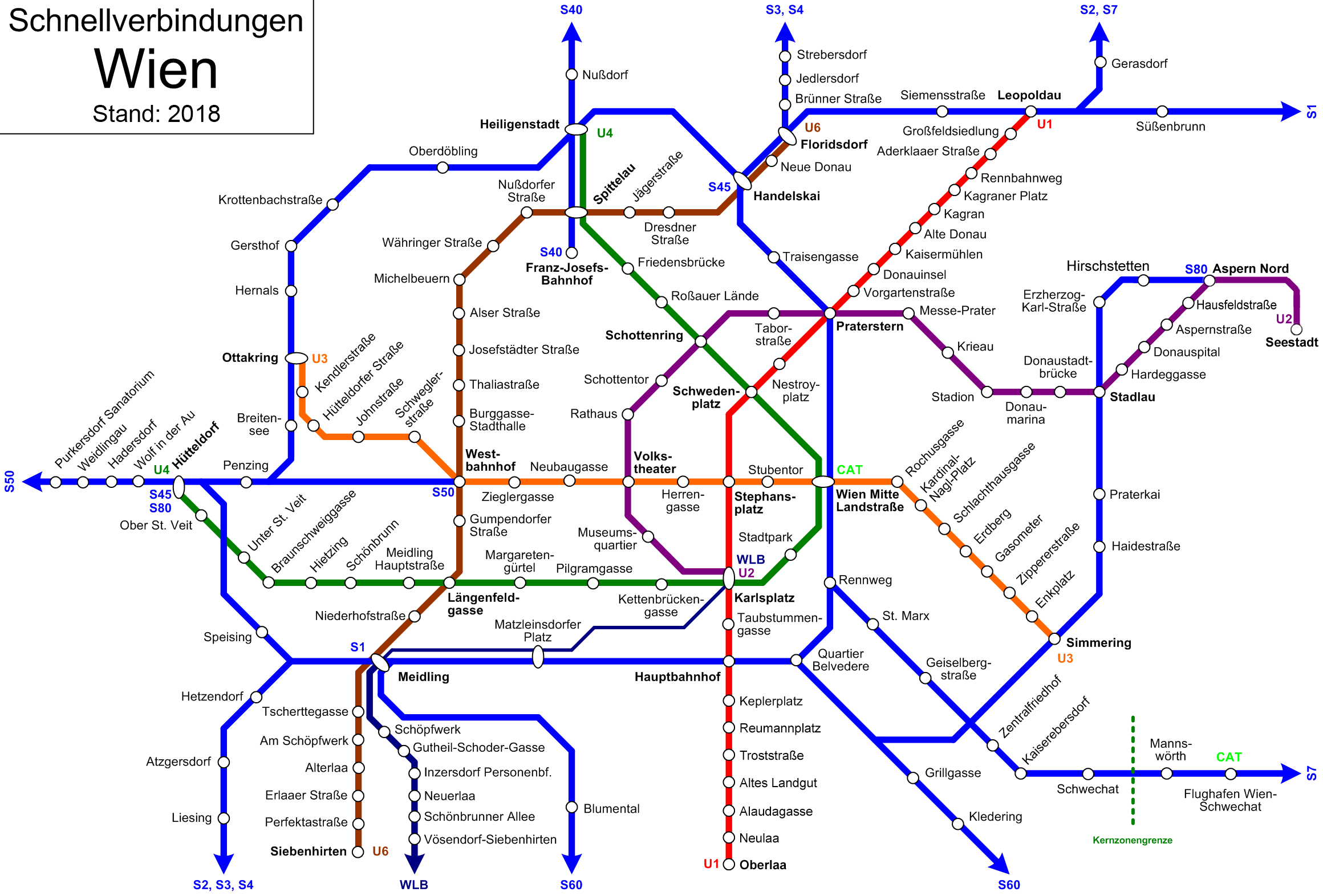
Rete S+U-Bahn viennese.

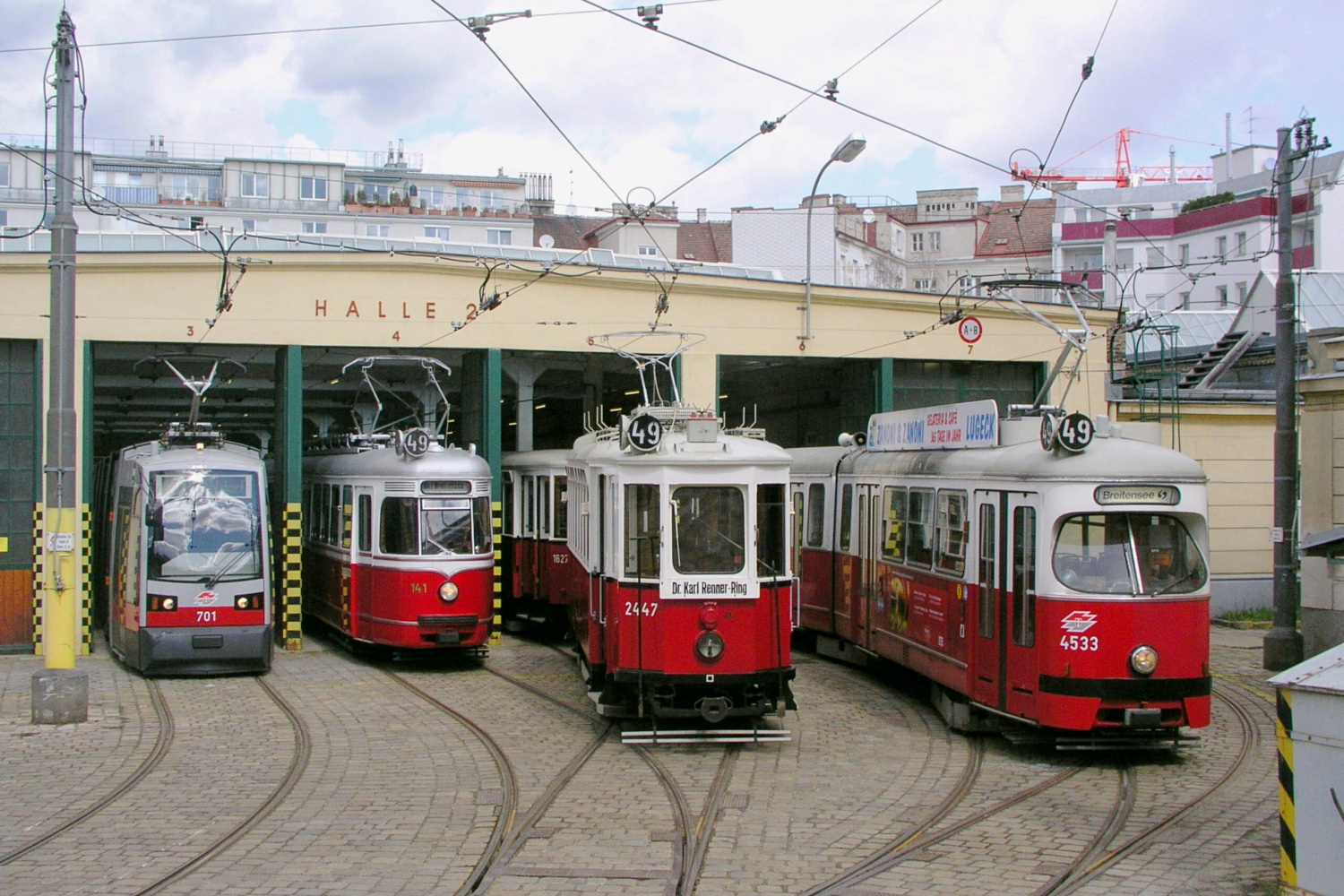
Parata di tram viennesi presso il dismesso deposito di Breitensee.

Vienna ha una grande rete di trasporti pubblici che consiste: nelle ferrovie suburbane, o S-Bahn, gestite dalla società ferroviaria nazionale, dalla ferrovia Vienna-Baden (in tedesco Wiener Lokalbahn o Badner Bahn) e dalla rete del trasporto urbano, composto dalla metropolitana, dal tram e dalle linee di autobus, gestite dalla società Wiener Linien.
I trasporti pubblici viennesi trasportano circa 750 milioni di passeggeri all'anno. La rete metropolitana della città è tuttora in fase di ampliamento e ha sostituito il tracciato della linea metropolitana di Otto Wagner, autore anche di tutti i fabbricati delle fermate. La metropolitana percorre la città rapidamente arrivando fino in prossimità delle colline della Selva Viennese a nord e a ovest. Le linee (attualmente U1, U2, U3, U4, U6) nel week-end sono in servizio 24 ore su 24, dal 2010. Per quanto riguarda la S-Bahn, essa garantisce soprattutto il trasporto dei pendolari in centro; in particolare permette di raggiungere le zone degli Heuriger, le zone mete di gite nel nord ovest di Vienna e del Wienerwald a sud. L'orario di servizio incomincia dalle 4:30 del mattino e termina tra le 21 e le 24.
Il tram, tuttavia, continua a essere il mezzo più usato, in quanto gode di un gran numero di collegamenti nella città. Il suo orario di servizio va in media dalle 5- 5 e 30 fino alle 23/24. Le corse dei bus di linea sono di gran lunga più differenziate; a volte terminano molto prima dell'orario prestabilito; anche nei fine settimana e nei giorni festivi possono avere orari diversi da quelli dei giorni feriali. I bus in servizio notturno passano a intervalli di 30 minuti dalla mezzanotte sino all'inizio dei servizi diurni. Per le corse notturne valgono gli stessi biglietti e abbonamenti validi per quelle diurne. Il prezzo di una corsa semplice è di 2 €, che si riduce a 1 € per corse brevi (es. 2 fermate di metropolitana o di S-Bahn). Vi sono sconti per bambini, scolari, studenti e anziani. Infine per quanto concerne gli spostamenti con il taxi aree di sosta si trovano vicino a molti grandi incroci, a molte stazioni e a luoghi di interesse turistico. Il prezzo della corsa parte da una tariffa base di 2 euro a cui si aggiungono un supplemento radiotaxi e una combinazione di tariffa a tempo e a chilometraggio. 10 minuti costano in media sui 10-12 euro. Per un taxi chiamato via radio si paga un supplemento di 2 €. Corse fuori città vengono calcolate in base a tariffe speciali.
Molto estesa è la rete di piste ciclabili e l'impiego di biciclette per gli spostamenti in città.

### Stazioni ferroviarie di Vienna

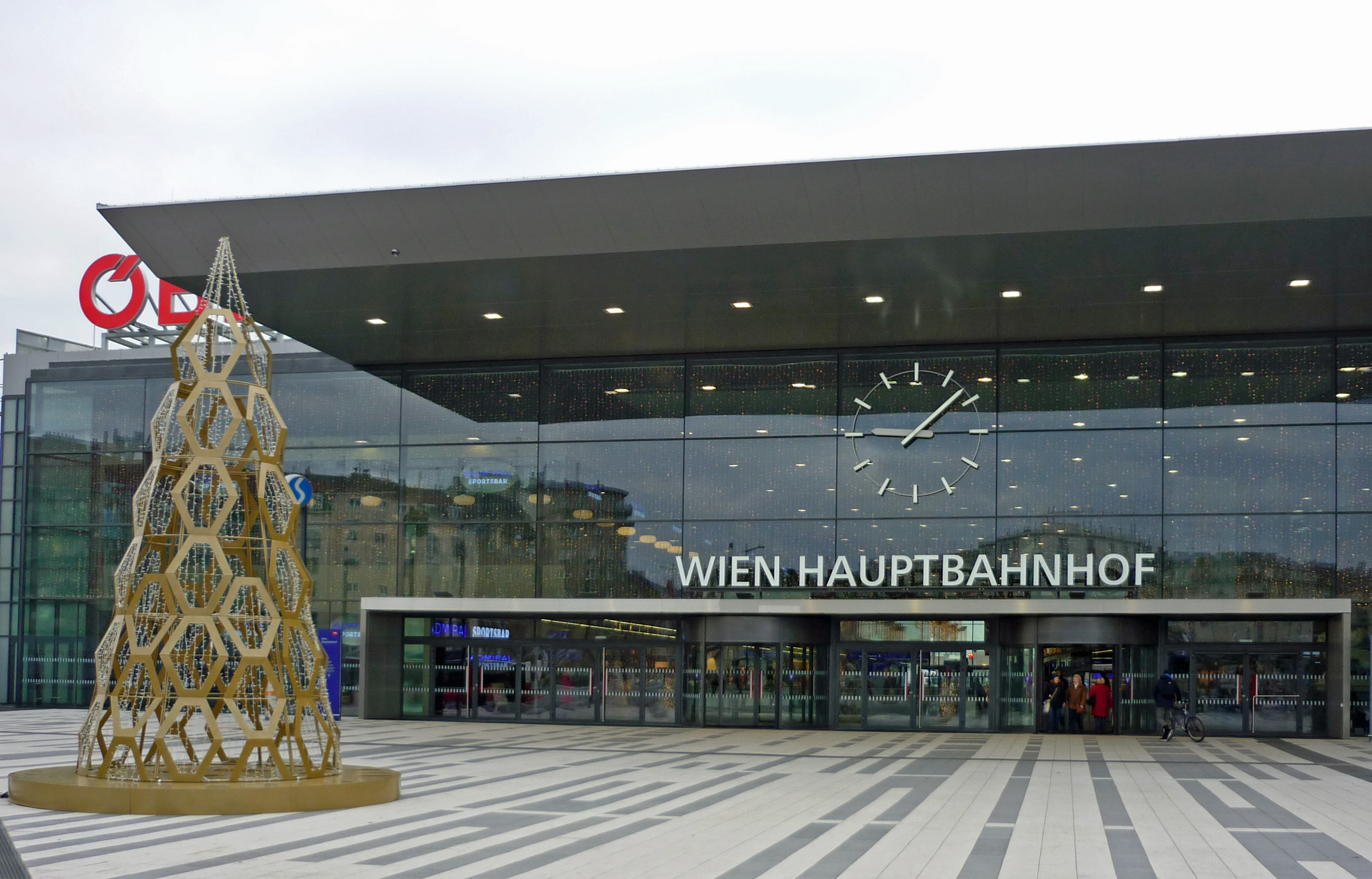
La stazione centrale.

- stazione centrale: inaugurata nel 2014, da qui partono treni diretti verso l'Austria meridionale, l'Aeroporto di Vienna-Schwechat, la Germania (Dortmund, Colonia e Francoforte sul Meno), l'Italia (Venezia Santa Lucia), la Slovacchia (Bratislava), la Repubblica Ceca (Břeclav e Praga) e l'Ungheria (Győr e Budapest); inoltre tutti i treni notturni da Vienna.
- stazione ovest: treni per la Svizzera (Zurigo), l'Ungheria (Budapest), la Serbia (Belgrado), la Romania (Bucarest) e la Polonia (Varsavia).
- stazione di Mitte è la stazione più frequentata dell'Austria. Due linee di metropolitana e capolinea del CAT: il collegamento ferroviario verso l'aeroporto-Vienna.
- stazione di Meidling: treni per l'Italia (Milano Centrale, Roma Termini e Napoli Centrale), la Repubblica Ceca (Břeclav e Praga), la Svizzera (Zurigo), la Germania (Monaco), la Slovenia (Maribor), l'Ungheria (Budapest), la Polonia (Varsavia) e la Croazia (Zagabria).
- stazione Franz-Josef
- stazione di Praterstern
- stazione di Hütteldorf
- stazione di Heiligenstadt
- stazione di Simmering
- stazione di Spittelau
- stazione di Floridsdorf
- stazione di Erzherzog-Karl-Straße
- stazione di Handelskai
- stazione di Leopoldau

## Amministrazioni

### Parlamento federale
| Partito | 2020 | 2015 | 2010 | 2005 | 2001 | 1996 | 1991 | 1987 | 1983 |
| ------- | ---- | ---- | ---- | ---- | ---- | ---- | ---- | ---- | ---- |
| SPÖ     | 44   | 44   | 55   | 52   | 43   | 52   | 62   | 61   |      |
| ÖVP     | 22   | 7    | 14   | 18   | 16   | 15   | 18   | 30   | 37   |
| Verdi   | 10   | 12   | 14   | 11   | 7    | 7    | -    | -    |      |
| FPÖ     | 8    | 34   | 25   | 13   | 14   | 29   | 23   | 8    | 2    |
| BZÖ     | -    | -    | 1    | -    | 7    | -    | -    | -    | -    |
| Altri   | 8    | 5    | -    | -    | -    | 6    | -    | -    | -    |

## Amministrazione

### Gemellaggi
Vienna è gemellata con le seguenti città:
| - Belgrado, dal 2003 - Bratislava - Budapest, dal 1990 - Tel Aviv, dal 2005 - Varsavia, dal 2001 - Zagabria, dal 1994 - Kiev, dal 1991 - Brno - Mosca, dal 1991 |

## Sedi di organizzazioni internazionali

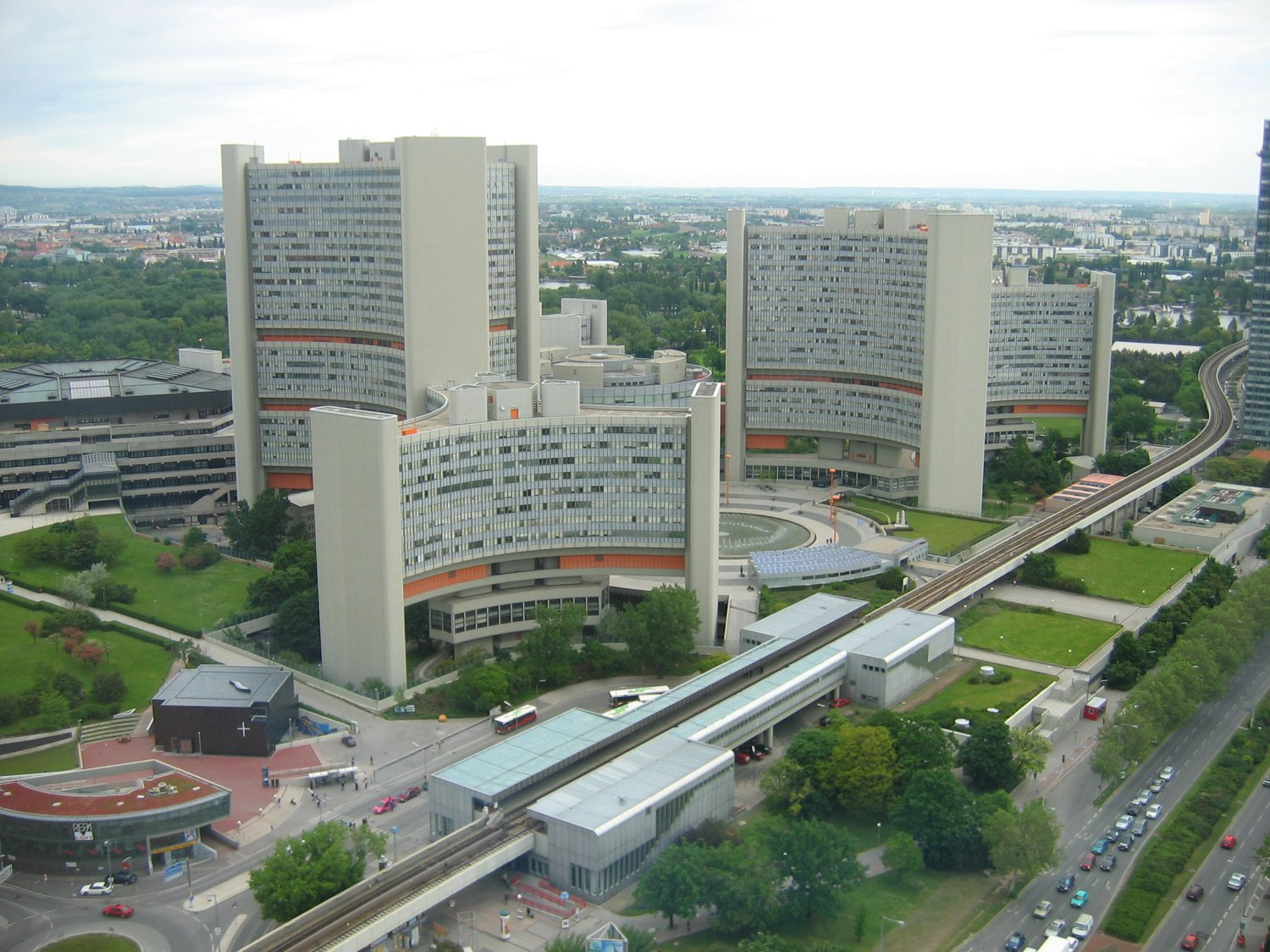
UNO-city a nord del Danubio, comprende l'Ufficio delle Nazioni Unite a Vienna e l'Austria Center Vienna.

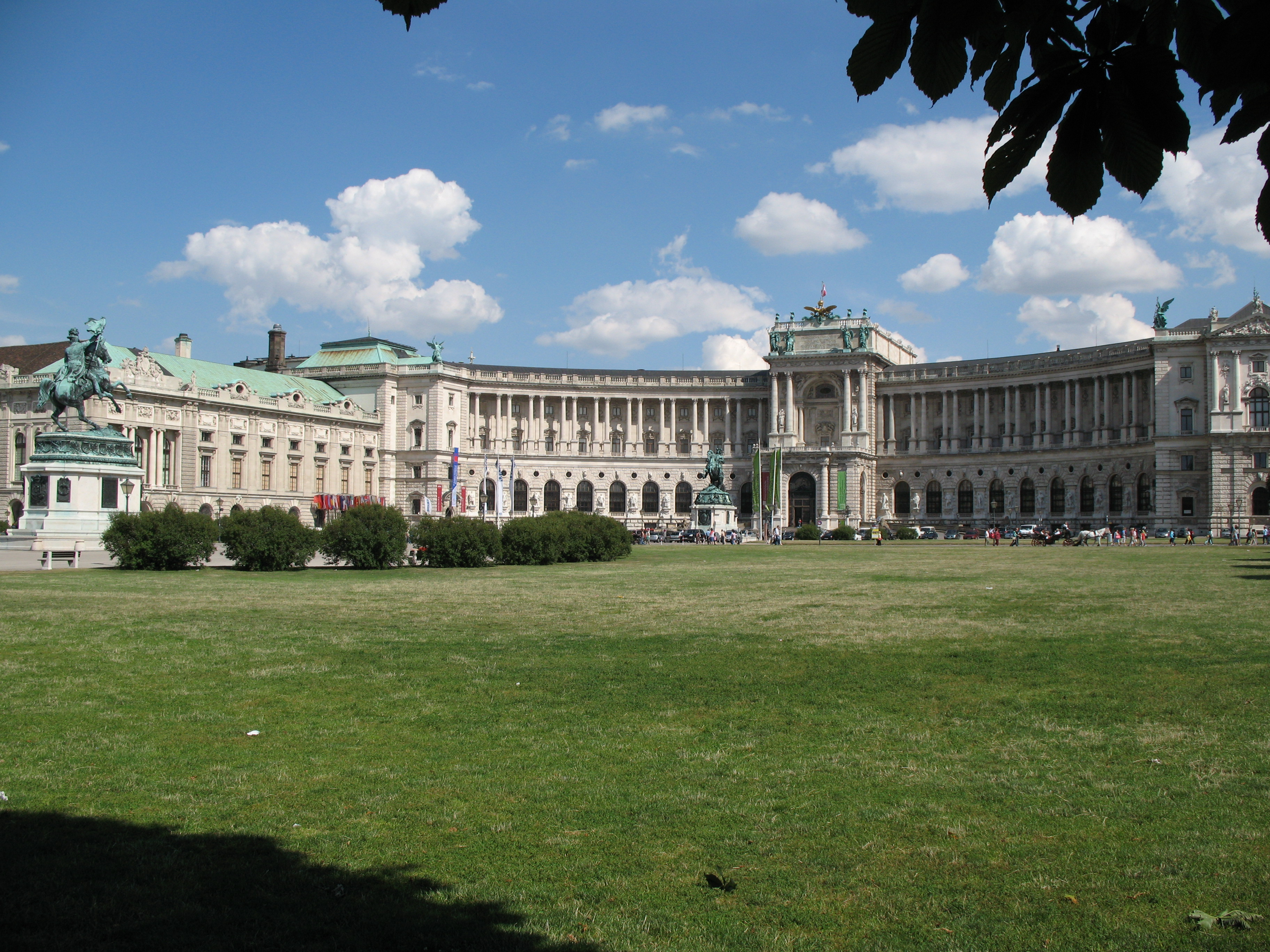
OSZE- Sede principale nell'Hofburg

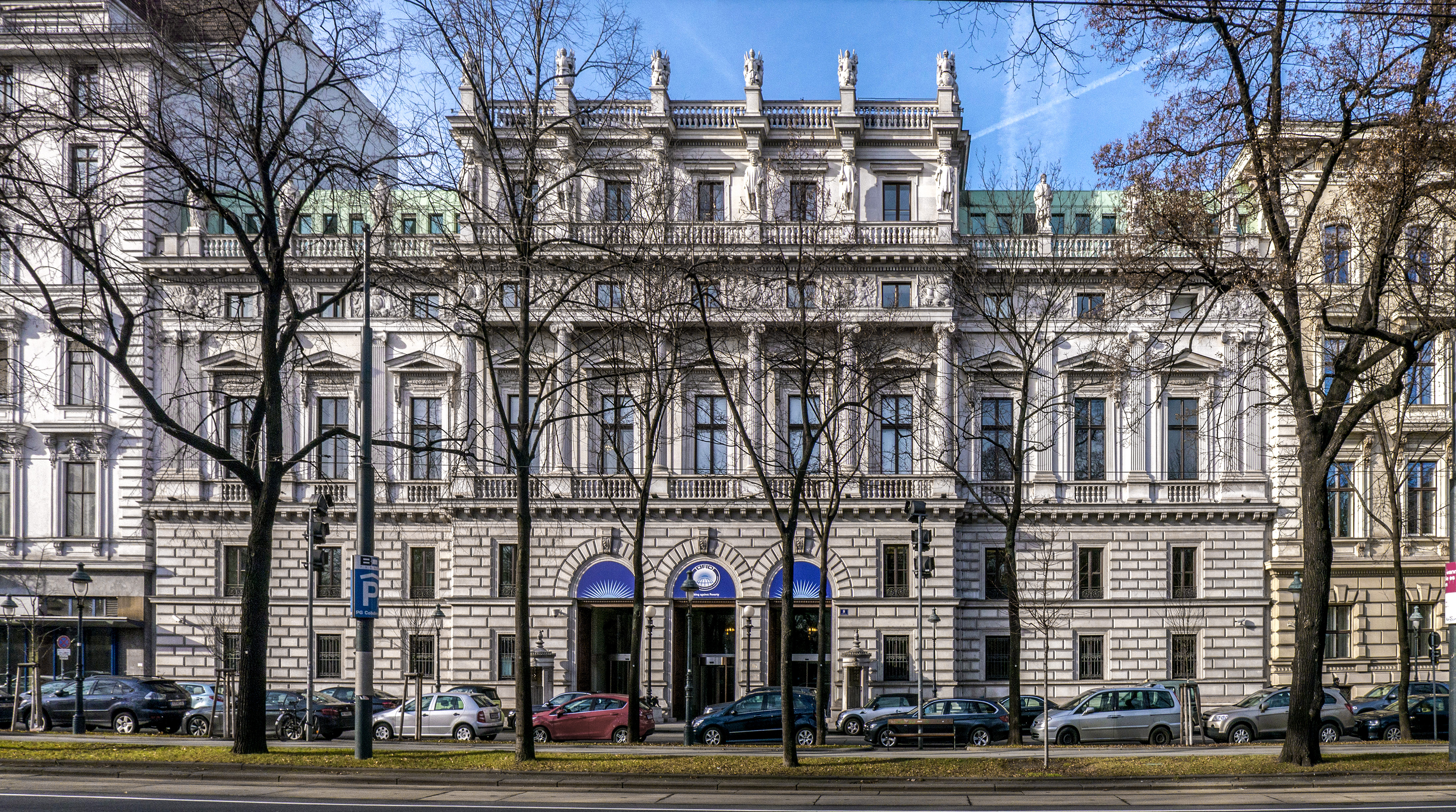
Il Deutschmeister-Palais di Vienna, sede dell'OFID

Nel 1979 Vienna era la terza città sede dell'ONU dopo New York e Ginevra. In più Vienna è sede di numerose altre organizzazioni internazionali, tra le quali (le più importanti):
- FRA Agenzia europea dei diritti fondamentali (Già Osservatorio europeo sui fenomeni di razzismo e xenofobia). Ha lo scopo di fornire alle istituzioni europee e alle autorità nazionali competenti assistenza e consulenza sui diritti fondamentali nell'attuazione del diritto comunitario, nonché di aiutarle ad adottare le misure o a definire le iniziative appropriate.
- IPI - Istituto Internazionale per la Stampa; conta 120 paesi membri e ha per scopo la difesa e promozione della libertà di stampa nel mondo.
- CPFD - Commissione internazionale per la protezione del Danubio. Istituita a seguito della Convenzione per la protezione del fiume Danubio, firmata dai paesi del Danubio a Sofia (Bulgaria), nel 1994, è attiva dal 1998 e si occupa della protezione dell'intero bacino danubiano.
- OPEC - Organizzazione dei Paesi esportatori di petrolio (raccoglie i 12 primi produttori mondiali)
  - Fondo OPEC per lo sviluppo internazionale (OFID) – Fondato dai paesi produttori di petrolio aderenti all'OPEC, ha lo scopo di rafforzare la cooperazione fra i membri OPEC e i paesi in via di sviluppo fornendo allo scopo sostegno finanziario a questi ultimi per il loro sviluppo socioeconomico.
- OSCE - Organizzazione per la sicurezza e la cooperazione in Europa; attiva in Vienna dal 1995, ha per scopo la promozione della pace, del dialogo politico, della giustizia e della cooperazione in Europa
- Organizzazioni ONU:
  - IAEA – Agenzia internazionale per l'energia atomica, ha lo scopo di promuovere l'uso pacifico dell'Energia nucleare, impedendone l'uso per scopi militari. Nel 2005 è stata insignita del Premio Nobel per la pace insieme al suo direttore, Muhammad al-Barādeʿī
  - UNIDO – Organizzazione delle Nazioni Unite per lo sviluppo industriale
  - UNODC – Ufficio delle Nazioni Unite per il controllo della droga e la prevenzione del crimine. Fondato per assistere l'ONU per indirizzare una risposta coordinata e globale ai problemi di traffico illegale di droghe, abuso di stupefacenti, prevenzione della criminalità e giustizia criminale, terrorismo internazionale e corruzione.
  - UNHCR – Alto commissariato delle Nazioni Unite per i rifugiati. È specializzato nella gestione dei rifugiati; fornisce loro protezione internazionale ed assistenza materiale e persegue soluzioni durevoli per la loro drammatica condizione. È stata insignita due volte del Premio Nobel per la pace: nel 1954 e nel 1981.
  - UNCITRAL – Commissione delle Nazioni Unite per il diritto commerciale internazionale. Promuove la progressiva armonizzazione e unificazione del diritto commerciale internazionale.
  - UNOOSA – Ufficio delle Nazioni Unite per gli affari dello spazio extra-atmosferico. Supervisiona i programmi spaziali dei vari paesi, tiene il registro degli oggetti spaziali lanciati nello spazio. Fornisce anche assistenza finanziaria alle nazioni che vogliono creare un programma spaziale in modo pacifico.
  - UNSCEAR – Comitato scientifico delle Nazioni Unite per lo studio degli effetti delle radiazioni ionizzanti. Ha il compito di determinare il livello e gli effetti dell'esposizione alle radiazioni ionizzanti e di fornire un rapporto all'assemblea generale dell'ONU.
  - UNPA – Amministrazione postale delle Nazioni Unite. È una delle tre sedi autorizzate a emettere francobolli per conto dell'ONU (le altre due sono New York e Ginevra).

## Sport

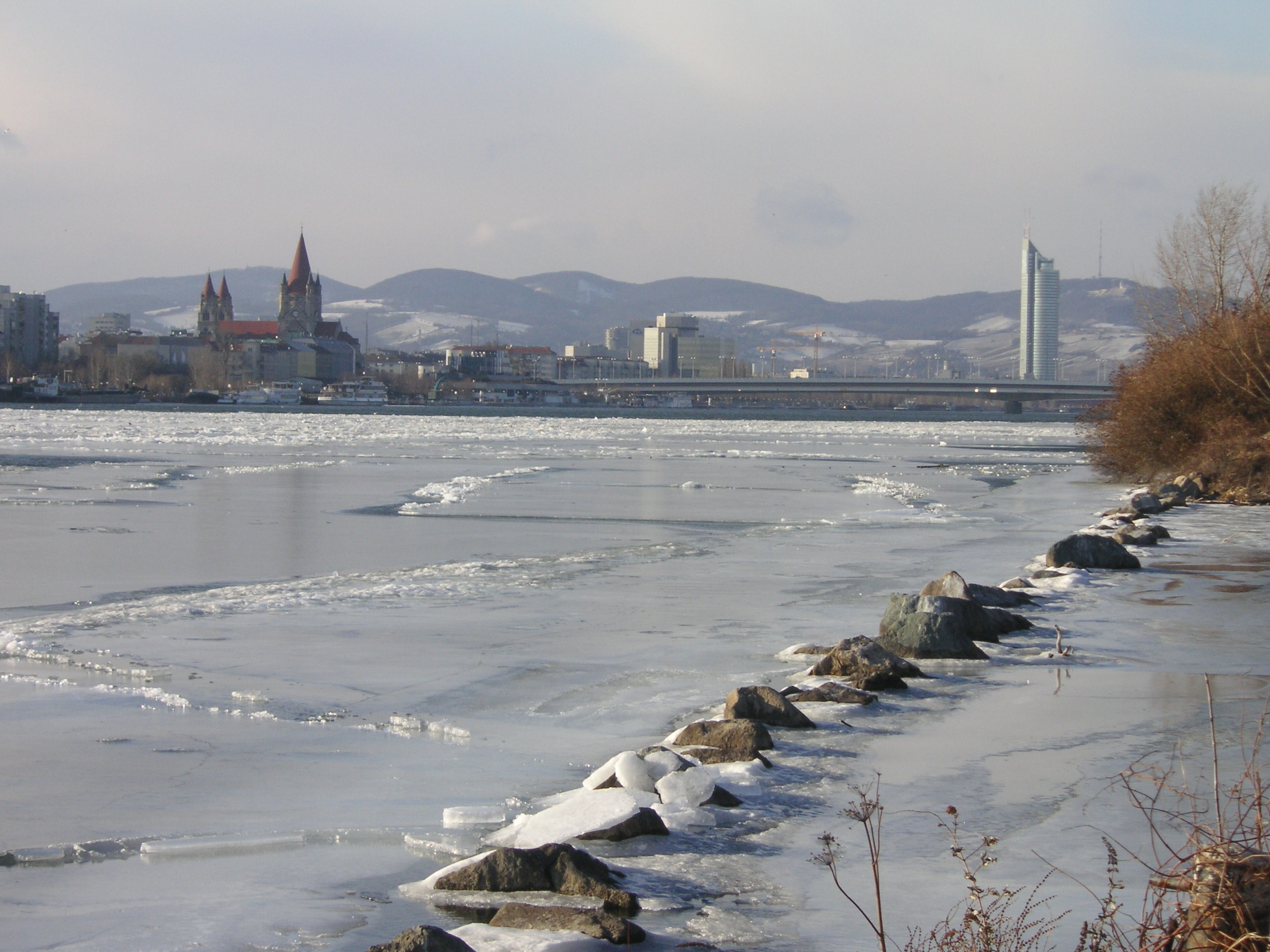
Il Danubio ghiacciato.

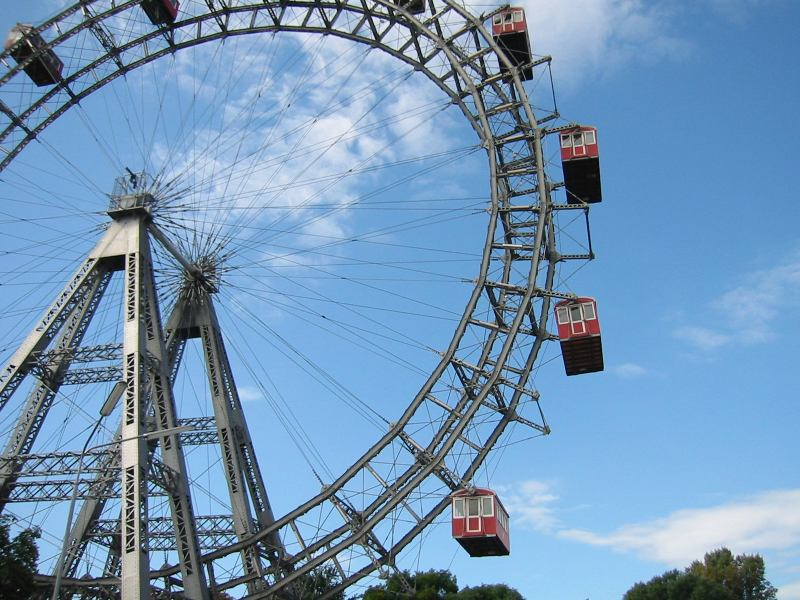
Il Prater.

Le principali società calcistiche viennesi, le più importanti della Bundesliga, sono l'Austria Vienna che gioca nel Franz Horr Stadion e il Rapid Vienna che gioca nell'Allianz Stadion. Altre compagini calcistiche cittadine sono il Wiener Sport-Club e il First Vienna.
Lo stadio principale cittadino, l'Ernst Happel Stadion, ha ospitato alcune gare, tra cui la finale, del campionato europeo di calcio 2008. Un altro importante complesso sportivo è rappresentato dall'Hohe Warte Stadion, di natura polifunzionale.
Nell'hockey su ghiaccio la città è rappresentata dai Vienna Capitals, vincitori di un campionato EBEL. La squadra femminile delle Vienna Sabres ha vinto il titolo austriaco per 17 volte, la EWHL per sei volte e la EWHL Super Cup per tre volte.
La principale società di hockey su prato è l'Hockey Club Wien, vincitrice di 10 campionati maschili e 3 femminili.
Nel football americano la città è rappresentata dai Vienna Vikings, che hanno vinto 13 Austrian Bowl, 12 Ladies Bowl e 5 Eurobowl.
In città ha sede la squadra di pallacanestro Basketball Club Vienna vincitrice di alcuni titoli nazionali.